# Russische ploeg op de Olympische Zomerspelen 2020
De Russische ploeg op de Olympische Zomerspelen 2020 nam deel onder de (neutrale) vlag van het Russisch Olympisch Comité (ROC).
Door een schorsing van Rusland door het Wereldantidopingagentschap (WADA) mocht het geen atleten afvaardigen voor de Olympische Spelen en andere internationale sportcompetities tot en met 2022. Na een beroepsprocedure mocht Rusland wel deelnemen, maar slechts onder de neutrale vlag van het ROC.

## Medailleoverzicht
| Sport            | Olympiër(s) | Onderdeel                               | Medaille |
| ---------------- | --- | --------------------------------------- | -------- |
| Atletiek         | Mariya Lasitskene | hoogspringen (v)                        | Goud     |
| Boksen           | Albert Batyrgaziejev | vedergewicht (m)                        | Goud     |
| Gymnastiek       | Denis Abljazin David Beljavskij Artoer Dalalojan Nikita Nagorny | meerkamp team turnen (m)                | Goud     |
| Gymnastiek       | Lilia Achajmova Viktoria Listoenova Angelina Melnikova Vladislava Oerazova | meerkamp team turnen (v)                | Goud     |
| Schermen         | Inna Deriglazova Larissa Korobejnikova Marta Martjanova Adelina Zagidoellina | floret team (v)                         | Goud     |
| Schermen         | Sofia Pozdnjakova | sabel (v)                               | Goud     |
| Schermen         | Olga Nikitina Sofia Pozdnjakova Sofja Velikaja | sabel team (v)                          | Goud     |
| Schietsport      | Vitalina Batsarasjkina | 10 m luchtpistool (v)                   | Goud     |
| Schietsport      | Vitalina Batsarasjkina | 25 m sportpistool (v)                   | Goud     |
| Synchroonzwemmen | Svetlana Kolesnitsjenko Svetlana Romasjina | duet (v)                                | Goud     |
| Synchroonzwemmen | Vlada Tsjigireva Marina Goliadkina Svetlana Kolesnitsjenko Polina Komar Aleksandra Patskevitsj Svetlana Romasjina Alla Sjisjkina Maria Sjoerotsjkina | team (v)                                | Goud     |
| Taekwondo        | Maksim Chramtsov | Midden (-80 kg) (m)                     | Goud     |
| Taekwondo        | Vladislav Larin | Zwaar (+80 kg) (m)                      | Goud     |
| Tennis           | Anastasija Pavljoetsjenkova Andrej Roebljov | gemengd dubbelspel                      | Goud     |
| Worstelen        | Moesa Jevlojev | Grieks-Romeins zwaar (-97 kg) (m)       | Goud     |
| Worstelen        | Zavoer Oegoejev | vrije stijl bantam (-57 kg) (m)         | Goud     |
| Worstelen        | Tsaurbek Sidakov | vrije stijl welter (-74 kg) (m)         | Goud     |
| Worstelen        | Abdoelrasjid Sadoelajev | vrije stijl waar (-97 kg ) (m)          | Goud     |
| Zwemmen          | Jevgeni Rylov | 100 m rug (m)                           | Goud     |
| Zwemmen          | Jevgeni Rylov | 200 m rug (m)                           | Goud     |
|                  | |                                         |          |
| Atletiek         | Anzjelika Sidorova | polsstokhoogspringen (v)                | Zilver   |
| Basketbal        | Ilja Karpjonkov Kirill Pisklov Stanislav Sjarov Aleksandr Zoejov | 3x3 mannen                              | Zilver   |
| Basketbal        | Jevgenia Frolkina Olga Frolkina Joelia Kozik Anastasia Logoenova | 3x3 vrouwen                             | Zilver   |
| Boksen           | Moeslim Gadzjimagomedov | zwaar (-91 kg) (m)                      | Zilver   |
| Boogschieten     | Jelena Osipova | individueel (v)                         | Zilver   |
| Boogschieten     | Svetlana Gomboeva Jelena Osipova Ksenia Perova | team (v)                                | Zilver   |
| Gymnastiek       | Dina Averina | meerkamp rsg (v)                        | Zilver   |
| Gymnastiek       | Anastasia Bliznjoek Anastasia Maksimova Angelina Sjkatova Anastasia Tatareva Alisa Tisjtsjenko | meerkamp team rsg (v)                   | Zilver   |
| Gymnastiek       | Denis Abljazin | sprong (m)                              | Zilver   |
| Gymnastiek       | Anastasija Iljankova | brug (v)                                | Zilver   |
| Handbal          | Handbalteam vrouwen Vladlena Bobrovnikova Darja Dmitrijeva Jekaterina Ilina Victorija Kalinina Polina Koeznetsova Anna Sedojkina Anna Sen Anna Vjachireva Olga Fomina Polina Gorsjkova Ksenia Makejeva Joelia Managarova Jelena Michajlitsjenko Antonina Skorobogattsjenko Polina Vedjochina | vrouwen                                 | Zilver   |
| Roeien           | Hanna Prakatsen | skiff (v)                               | Zilver   |
| Roeien           | Jelena Orjabinskaja Vasilisa Stepanova | twee-zonder (v)                         | Zilver   |
| Schermen         | Sergei Bida Nikita Glazkov Sergei Chodos Pavel Soechov | degen team (m)                          | Zilver   |
| Schermen         | Anton Borodatsjev Kirill Borodatsjev Timoer Safin Vladislav Mylnikov | floret team (m)                         | Zilver   |
| Schermen         | Inna Deriglazova | floret (v)                              | Zilver   |
| Schermen         | Sofja Velikaja | sabel (v)                               | Zilver   |
| Schietsport      | Sergej Kamenskij | 50 m kkg 3-houdingen (m)                | Zilver   |
| Schietsport      | Anastasija Galasjina | 10 m luchtgeweer (m)                    | Zilver   |
| Schietsport      | Joelia Zykova | 50 m kkg 3-houdingen (v)                | Zilver   |
| Schietsport      | Vitalina Batsarasjkina Artem Tsjernousov | 10 m luchtpistool gemengd team          | Zilver   |
| Taekwondo        | Tatjana Minina | licht (-57 kg) (v)                      | Zilver   |
| Tennis           | Karen Chatsjanov | enkelspel (m)                           | Zilver   |
| Tennis           | Jelena Vesnina Aslan Karatsev | gemengd dubbelspel                      | Zilver   |
| Volleybal        | Vjatsjeslav Krasilnikov Oleg Stojanovski | beach (m)                               | Zilver   |
| Volleybal        | Volleyballteam mannen Maksim Michajlovv Denis Bogdan Valentin Goloebev Ivan Jakovlev Jegor Kljoek Igor Kobzar Iljas Koerkajev Pavel Pankov Viktor Poletajev Jaroslav Podlesnych Dmitri Volkov Artjom Volvitsj                                                                                | zaal (m)                                | Zilver   |
| Zwemmen          | Kliment Kolesnikov | 100 m rugslag (m)                       | Zilver   |
| Zwemmen          | Martin Maljoetin Ivan Girev Jevgeni Rylov Michail Dovgaljoek Aleksandr Krasnych Michail Vekovisjtsjev | 4x200 m vrije slag (m)                  | Zilver   |
|                  | |                                         |          |
| Boksen           | Andrej Zamkovoj | welter (-69 kg) (m)                     | Brons    |
| Boksen           | Gleb Baksji | midden (-75 kg) (m)                     | Brons    |
| Boksen           | Imam Chatajev | halfzwaar (-81 kg) (m)                  | Brons    |
| Boksen           | Zemfira Magomedaliejeva | midden (-75 kg) (v)                     | Brons    |
| Gymnastiek       | Nikita Nagorny | rekstok (m)                             | Brons    |
| Gymnastiek       | Nikita Nagorny | meerkamp turnen (m)                     | Brons    |
| Gymnastiek       | Angelina Melnikova | vloer (v)                               | Brons    |
| Gymnastiek       | Angelina Melnikova | meerkamp turnen (v)                     | Brons    |
| Judo             | Niaz Iliasov | half zwaar (-100 kg) (m)                | Brons    |
| Judo             | Tamerlan Basjajev | zwaar (+100 kg) (m)                     | Brons    |
| Judo             | Madina Taimazova | midden (-70 kg) (v)                     | Brons    |
| Schermen         | Larissa Korobejnikova | floret (v)                              | Brons    |
| Schietsport      | Joelia Karimova | 50 m kkg 3-houdingen (v)                | Brons    |
| Schietsport      | Joelia Karimova Sergej Kamenski | 10 m luchtgeweer gemengd team           | Brons    |
| Schoonspringen   | Aleksandr Bondar Viktor Minibaev | 10 m toren synchroon (m)                | Brons    |
| Taekwondo        | Mikhail Artamonov | Vlieg (-58 kg) (m)                      | Brons    |
| Wielersport      | Goelnaz Chatoentseva Maria Novolodskaja | koppelkoers (v)                         | Brons    |
| Wielersport      | Darja Sjmeleva Anastasia Vojnova | team sprint (v)                         | Brons    |
| Worstelen        | Sergej Jemelin | Grieks-Romeins bantam (-60 kg) (m)      | Brons    |
| Worstelen        | Sergej Semenov | Grieks-Romeins superzwaar (-130 kg) (m) | Brons    |
| Worstelen        | Bajrang Punia | vrije stijl licht (-65 kg)              | Brons    |
| Worstelen        | Artoer Najfonov | Vrije stijl midden (-86 kg)             | Brons    |
| Zwemmen          | Kliment Kolesnikov | 100 m vrij (m)                          | Brons    |

## Aantal atleten
| Sport            | Mannen | Vrouwen | Totaal |
| ---------------- | ------ | ------- | ------ |
| Atletiek         | 6      | 4       | 10     |
| Badminton        | 3      | 1       | 4      |
| Basketbal        | 4      | 4       | 8      |
| Boksen           | 7      | 4       | 11     |
| Boogschieten     | 1      | 3       | 4      |
| Gewichtheffen    | 1      | 1       | 2      |
| Handbal          | 0      | 14      | 14     |
| Judo             | 7      | 6       | 13     |
| Kanovaren        | 9      | 8       | 17     |
| Karate           | 0      | 1       | 1      |
| Klimsport        | 1      | 2       | 3      |
| Moderne vijfkamp | 1      | 2       | 3      |
| Paardensport     | 2      | 3       | 5      |
| Roeien           | 3      | 7       | 10     |
| Rugby            | 0      | 12      | 12     |
| Schermen         | 9      | 10      | 19     |
| Schoonspringen   | 4      | 3       | 7      |
| Schietsport      | 8      | 9       | 17     |
| Synchroonzwemmen | 0      | 8       | 8      |
| Taekwondo        | 3      | 1       | 4      |
| Tafeltennis      | 1      | 2       | 3      |
| Tennis           | 4      | 4       | 8      |
| Triatlon         | 2      | 2       | 4      |
| Turnen           | 8      | 15      | 23     |
| Volleybal        | 16     | 14      | 30     |
| Waterpolo        | 0      | 12      | 12     |
| Wielersport      | 9      | 9       | 18     |
| Zeilen           | 4      | 2       | 6      |
| Worstelen        | 11     | 6       | 17     |
| Zwemmen          | 21     | 15      | 36     |
| totaal           | 145    | 184     | 329    |

## Deelnemers en resultaten

### Atletiek
Mannen
Loopnummers
| atleet           | onderdeel          | series | series | kwartfinale | kwartfinale | halve finale   | halve finale   | finale         | finale         |
| atleet           | onderdeel          | tijd   | rang   | tijd        | rang        | tijd           | rang           | tijd           | rang           |
| ---------------- | ------------------ | ------ | ------ | ----------- | ----------- | -------------- | -------------- | -------------- | -------------- |
| Sergey Shubenkov | 110 m horden       | DNS    | DNS    | n.v.t.      | n.v.t.      | niet geplaatst | niet geplaatst | niet geplaatst | niet geplaatst |
| Vasily Mizinov   | 20 km snelwandelen | n.v.t. | n.v.t. | n.v.t.      | n.v.t.      | n.v.t.         | n.v.t.         | DSQ            | DSQ            |

Technische nummers
| atleet           | onderdeel      | kwalificaties | kwalificaties | finale  | finale |
| atleet           | onderdeel      | afstand       | rang          | afstand | rang   |
| ---------------- | -------------- | ------------- | ------------- | ------- | ------ |
| Mikhail Akimenko | hoogspringen   | 2,28          | 1 q           | 2,33 SB | 6      |
| Ilya Ivanyuk     | hoogspringen   | 2,28          | 11 q          | 2,30    | 9      |
| Valery Pronkin   | kogelslingeren | 75,80         | 11 q          | 76,72   | 8      |

Meerkamp
| atleet          | onderdeel | onderdeel | 100 m | vs   | ks    | hs   | 400 m | 110 h | dw    | ph   | sw    | 1500 m  | totaal | rang |
| --------------- | --------- | --------- | ----- | ---- | ----- | ---- | ----- | ----- | ----- | ---- | ----- | ------- | ------ | ---- |
| Ilya Shkurenyov | tienkamp  | res.      | 10,93 | 7,59 | 14,95 | 1,99 | 48,98 | 14,43 | 47,02 | 5,10 | 60,95 | 4.34,62 | 8413   | 8    |
| Ilya Shkurenyov | tienkamp  | pnt.      | 876   | 957  | 787   | 794  | 862   | 920   | 809   | 941  | 752   | 715     | 8413   | 8    |

Vrouwen
Loopnummers
| atlete           | onderdeel          | series | series | kwartfinale | kwartfinale | halve finale | halve finale | finale  | finale |
| atlete           | onderdeel          | tijd   | rang   | tijd        | rang        | tijd         | rang         | tijd    | rang   |
| ---------------- | ------------------ | ------ | ------ | ----------- | ----------- | ------------ | ------------ | ------- | ------ |
| Elvira Khasanova | 20 km snelwandelen | n.v.t. | n.v.t. | n.v.t.      | n.v.t.      | n.v.t.       | n.v.t.       | 1:31.58 | 16     |

Technische nummers
| atlete             | onderdeel            | kwalificaties       | kwalificaties       | finale         | finale         |
| atlete             | onderdeel            | afstand             | rang                | afstand        | rang           |
| ------------------ | -------------------- | ------------------- | ------------------- | -------------- | -------------- |
| Darya Klishina     | verspringen          | geen geldige poging | geen geldige poging | niet geplaatst | niet geplaatst |
| Maria Lasitskene   | hoogspringen         | 1,95                | 9 Q                 | 2,04           | Goud           |
| Anzjelika Sidorova | polsstokhoogspringen | 4,55                | 1 q                 | 4,85           | Zilver         |

### Badminton
Mannen
| atleet                       | onderdeel  | groepsfase                                | groepsfase                           | groepsfase                             | groepsfase | eliminatie           | kwartfinale          | halve finale         | finale / BM          | finale / BM |
| atleet                       | onderdeel  | tegenstander uitslag                      | tegenstander uitslag                 | tegenstander uitslag                   | rang       | tegenstander uitslag | tegenstander uitslag | tegenstander uitslag | tegenstander uitslag | rang        |
| ---------------------------- | ---------- | ----------------------------------------- | ------------------------------------ | -------------------------------------- | ---------- | -------------------- | -------------------- | -------------------- | -------------------- | ----------- |
| Sergey Sirant                | enkelspel  | G Krausz W (21-18, 21–18)                 | A S Ginting V (12-21, 10-21)         | n.v.t.                                 | 2          | niet geplaatst       | niet geplaatst       | niet geplaatst       | niet geplaatst       | 15          |
| Vladimir Ivanov Ivan Sozonov | dubbelspel | K Astrup / A S Rasmussen V (13-21, 18-21) | H Endo / Y Watanabe V (19-21, 19-21) | G Olofua / A J Opeyori W (21-8, 21-10) | 3          | n.v.t.               | niet geplaatst       | niet geplaatst       | niet geplaatst       | 9           |

Vrouwen
| atleet              | onderdeel | groepsfase            | groepsfase                | groepsfase           | groepsfase | eliminatie           | kwartfinale          | halve finale         | finale / BM          | finale / BM |
| atleet              | onderdeel | tegenstander uitslag  | tegenstander uitslag      | tegenstander uitslag | rang       | tegenstander uitslag | tegenstander uitslag | tegenstander uitslag | tegenstander uitslag | rang        |
| ------------------- | --------- | --------------------- | ------------------------- | -------------------- | ---------- | -------------------- | -------------------- | -------------------- | -------------------- | ----------- |
| Evgeniya Kosetskaya | enkelspel | Y Li W (22-20, 21-15) | N Okuhara V (6-21, 16-21) | n.v.t.               | 2          | niet geplaatst       | niet geplaatst       | niet geplaatst       | niet geplaatst       | 15          |

### Basketbal

#### 3x3
Mannen
| Olympiër                                                      | Discipline | Resultaat | Prestatie |
| ------------------------------------------------------------- | ---------- | --------- | --------- |
| Ilia Karpenkov Kirill Pisklov Stanislav Sharov Alexander Zuev | 3x3        | Zilver    | zie onder |

| Groep |                 |             |             |             |            |            |            |        |
| #     | Land            | Wedstrijden | Wedstrijden | Wedstrijden | Doelpunten | Doelpunten | Doelpunten | Punten |
| #     | Land            | GW          | W           | V           | V          | T          | Saldo      | Punten |
| 1     | Servië          | 7           | 7           | 0           | 138        | 91         | +47        | 14     |
| 2     | België          | 7           | 4           | 3           | 126        | 127        | -1         | 8      |
| 3     | Letland         | 7           | 4           | 3           | 133        | 129        | +4         | 8      |
| 4     | Nederland       | 7           | 4           | 3           | 132        | 129        | +3         | 8      |
| 5     | Russische ploeg | 7           | 3           | 4           | 116        | 125        | -9         | 6      |
| 6     | Japan           | 7           | 2           | 5           | 123        | 134        | -11        | 4      |
| 7     | Polen           | 7           | 2           | 5           | 120        | 130        | -10        | 4      |
| 8     | China           | 7           | 2           | 5           | 119        | 142        | -23        | 4      |

| Ronde        | Datum   | Lokale tijd | MEZT  | Land            | Score   | Land            |
| ------------ | ------- | ----------- | ----- | --------------- | ------- | --------------- |
| groepsfase   | 24 juli | 15:00       | 08:00 | Russische ploeg | 21 - 13 | China           |
| groepsfase   | 24 juli | 22:00       | 15:00 | Nederland       | 18 - 15 | Russische ploeg |
| groepsfase   | 25 juli | 11:35       | 04:35 | België          | 21 - 16 | Russische ploeg |
| groepsfase   | 25 juli | 18:40       | 11:40 | Polen           | 21 - 16 | Russische ploeg |
| groepsfase   | 26 juli | 15:00       | 08:00 | Russische ploeg | 19 - 16 | Japan           |
| groepsfase   | 26 juli | 22:00       | 15:00 | Russische ploeg | 19 - 15 | Letland         |
| groepsfase   | 27 juli | 18:00       | 11:00 | Servië          | 21 - 10 | Russische ploeg |
|              |         |             |       |                 |         |                 |
| kwartfinale  | 27 juli | 21:00       | 14:00 | Russische ploeg | 21 - 19 | Nederland       |
|              |         |             |       |                 |         |                 |
| halve finale | 28 juli | 17:30       | 10:30 | Russische ploeg | 21 - 10 | Servië          |
|              |         |             |       |                 |         |                 |
| finale       | 28 juli | 22:25       | 15:25 | Letland         | 21 - 18 | Russische ploeg |

Vrouwen
| Olympiër                                                       | Discipline | Resultaat | Prestatie |
| -------------------------------------------------------------- | ---------- | --------- | --------- |
| Evgeniia Frolkina Olga Frolkina Yulia Kozik Anastasia Logunova | 3x3        | Zilver    | zie onder |

| Groep |                  |             |             |             |            |            |            |        |
| #     | Land             | Wedstrijden | Wedstrijden | Wedstrijden | Doelpunten | Doelpunten | Doelpunten | Punten |
| #     | Land             | GW          | W           | V           | V          | T          | Saldo      | Punten |
| 1     | Verenigde Staten | 7           | 6           | 1           | 136        | 98         | +38        | 12     |
| 2     | Russische ploeg  | 7           | 5           | 2           | 129        | 90         | +39        | 10     |
| 3     | China            | 7           | 5           | 2           | 127        | 97         | +30        | 10     |
| 4     | Japan            | 7           | 5           | 2           | 130        | 97         | +33        | 10     |
| 5     | Frankrijk        | 7           | 4           | 3           | 118        | 116        | +2         | 8      |
| 6     | Italië           | 7           | 2           | 5           | 98         | 125        | -27        | 4      |
| 7     | Roemenië         | 7           | 1           | 6           | 89         | 142        | -53        | 2      |
| 8     | Mongolië         | 7           | 0           | 7           | 79         | 141        | -62        | 0      |

| Ronde        | Datum   | Lokale tijd | MEZT  | Land             | Score   | Land            |
| ------------ | ------- | ----------- | ----- | ---------------- | ------- | --------------- |
| groepsfase   | 24 juli | 10:15       | 03:15 | Russische ploeg  | 21 - 18 | Japan           |
| groepsfase   | 24 juli | 14:00       | 07:00 | Russische ploeg  | 19 - 9  | China           |
| groepsfase   | 25 juli | 14:00       | 07:00 | Russische ploeg  | 21 - 5  | Mongolië        |
| groepsfase   | 25 juli | 21:25       | 14:25 | Verenigde Staten | 20 - 16 | Russische ploeg |
| groepsfase   | 26 juli | 14:00       | 07:00 | Russische ploeg  | 21 - 12 | Roemenië        |
| groepsfase   | 26 juli | 21:25       | 14:25 | Frankrijk        | 17 - 14 | Russische ploeg |
| groepsfase   | 27 juli | 15:25       | 06:30 | Russische ploeg  | 17 - 9  | Italië          |
|              |         |             |       |                  |         |                 |
| kwartfinale  | bye     | bye         | bye   | bye              | bye     | bye             |
|              |         |             |       |                  |         |                 |
| halve finale | 28 juli | 18:10       | 11:10 | Russische ploeg  | 21 - 14 | China           |
|              |         |             |       |                  |         |                 |
| finale       | 28 juli | 21:55       | 14:55 | Verenigde Staten | 18 - 15 | Russische ploeg |

### Boksen
Mannen
| atleet                 | onderdeel         | eerste ronde         | tweede ronde         | kwartfinale          | halve finale         | finale               | finale         |
| atleet                 | onderdeel         | tegenstander uitslag | tegenstander uitslag | tegenstander uitslag | tegenstander uitslag | tegenstander uitslag | rang           |
| ---------------------- | ----------------- | -------------------- | -------------------- | -------------------- | -------------------- | -------------------- | -------------- |
| Albert Batyrgaziev     | pluimgewicht      | bye                  | de la Cruz W 5 - 0   | Erdenebatyn W 3 - 2  | Álvarez W 3 - 2      | Ragan W 3 - 2        | Goud           |
| Gabil Mamedov          | lichtgewicht      | Durkacz W 5 - 0      | Colin W 5 - 0        | Davis V 1 - 4        | Iglesias V 0 - 5     | niet geplaatst       | Brons          |
| Gleb Bakshi            | middelgewicht     | bye                  | Isley W 3 - 2        | Valsaint W 5 - 0     | Conceição V 1 - 4    | niet geplaatst       | Brons          |
| Imam Khataev           | halfzwaargewicht  | Assaghir W RSC       | Nurdauletov W 4 - 1  | Jalidov W KO         | Whittaker V 1 - 4    | niet geplaatst       | Brons          |
| Muslim Gadzhimagomedov | zwaargewicht      | bye                  | Benchabla W 5 - 0    | Abduljabbar W 5 - 0  | Nyika W 4 - 1        | La Cruz V 0 - 5      | Zilver         |
| Ivan Veriasov          | superzwaargewicht | bye                  | Yegnong W 5 - 0      | Kunkabayev V 1 - 4   | niet geplaatst       | niet geplaatst       | niet geplaatst |

Vrouwen
| atlete                | onderdeel     | eerste ronde         | tweede ronde         | kwartfinale          | halve finale         | finale               | finale         |
| atlete                | onderdeel     | tegenstander uitslag | tegenstander uitslag | tegenstander uitslag | tegenstander uitslag | tegenstander uitslag | rang           |
| --------------------- | ------------- | -------------------- | -------------------- | -------------------- | -------------------- | -------------------- | -------------- |
| Svetlana Soluianova   | vlieggewicht  | Fuchs V 2 - 3        | niet geplaatst       | niet geplaatst       | niet geplaatst       | niet geplaatst       | niet geplaatst |
| Liudmila Vorontsova   | pluimgewicht  | Testa V 1 - 4        | niet geplaatst       | niet geplaatst       | niet geplaatst       | niet geplaatst       | niet geplaatst |
| Saadat Dalgatova      | weltergewicht | Manikon V 1 - 4      | niet geplaatst       | niet geplaatst       | niet geplaatst       | niet geplaatst       | niet geplaatst |
| Zemfira Magomedalieva | n.v.t.        | Graham W 4 - 1       | Gramane W 4 - 1      | Li Q V 0 - 5         | niet geplaatst       | Brons                |                |

### Boogschieten
Mannen
| atleet             | onderdeel   | plaatsingsronde | plaatsingsronde | eerste ronde         | tweede ronde         | derde ronde          | kwartfinale          | halve finale         | finale / BM          | finale / BM |
| atleet             | onderdeel   | score           | rang            | tegenstander uitslag | tegenstander uitslag | tegenstander uitslag | tegenstander uitslag | tegenstander uitslag | tegenstander uitslag | rang        |
| ------------------ | ----------- | --------------- | --------------- | -------------------- | -------------------- | -------------------- | -------------------- | -------------------- | -------------------- | ----------- |
| Galsan Bazarzhapov | individueel | 653             | 34              | P Jadhav V 0 – 6     | niet geplaatst       | niet geplaatst       | niet geplaatst       | niet geplaatst       | niet geplaatst       | 33          |

Vrouwen
| atleet                                        | onderdeel   | plaatsingsronde | plaatsingsronde | eerste ronde         | tweede ronde         | derde ronde          | kwartfinale              | halve finale         | finale / BM          | finale / BM |
| atleet                                        | onderdeel   | score           | rang            | tegenstander uitslag | tegenstander uitslag | tegenstander uitslag | tegenstander uitslag     | tegenstander uitslag | tegenstander uitslag | rang        |
| --------------------------------------------- | ----------- | --------------- | --------------- | -------------------- | -------------------- | -------------------- | ------------------------ | -------------------- | -------------------- | ----------- |
| Svetlana Gomboeva                             | individueel | 630             | 45              | G Schloesser V 5 – 6 | niet geplaatst       | niet geplaatst       | niet geplaatst           | niet geplaatst       | niet geplaatst       | 33          |
| Elena Osipova                                 | individueel | 651             | 22              | S Mashayikh W 6 – 4  | M Kroppen W 6 – 4    | B Pitman W 6 – 0     | Kang C-y W 7 – 1         | L Boari W 6 – 0      | An S V 5 – 6         | Zilver      |
| Ksenia Perova                                 | individueel | 664             | 8               | A Ingley W 7 – 1     | M Jager W 7 – 3      | D Kumari V 5 – 6     | niet geplaatst           | niet geplaatst       | niet geplaatst       | 9           |
| Svetlana Gomboeva Elena Osipova Ksenia Perova | team        | 1945            | 6               | Oekraïne W 6 – 2     | n.v.t.               | n.v.t.               | Verenigde Staten W 6 – 0 | Duitsland W 5 – 1    | Zuid-Korea V 0 – 6   | Zilver      |

Gemengd
| atlete                           | onderdeel | plaatsingsronde | plaatsingsronde | eerste ronde         | kwartfinale          | halve finale         | finale / BM          | finale / BM |
| atlete                           | onderdeel | score           | rang            | tegenstander uitslag | tegenstander uitslag | tegenstander uitslag | tegenstander uitslag | rang        |
| -------------------------------- | --------- | --------------- | --------------- | -------------------- | -------------------- | -------------------- | -------------------- | ----------- |
| Galsan Bazarzhapov Ksenia Perova | team      | 1317            | 10              | Turkije V 2 – 6      | niet geplaatst       | niet geplaatst       | niet geplaatst       | 9           |

### Gewichtheffen
Mannen
| atlete       | onderdeel | trekken | trekken | stoten | stoten | totaal | rang |
| atlete       | onderdeel | score   | rang    | score  | rang   | totaal | rang |
| ------------ | --------- | ------- | ------- | ------ | ------ | ------ | ---- |
| Timur Naniev | -109 kg   | 188     | 4       | 221    | 4      | 409    | 4    |

Vrouwen
| atlete         | onderdeel | trekken | trekken | stoten | stoten | totaal | rang |
| atlete         | onderdeel | score   | rang    | score  | rang   | totaal | rang |
| -------------- | --------- | ------- | ------- | ------ | ------ | ------ | ---- |
| Kristina Sobol | -49 kg    | 81      | DNF     | DNF    | DNF    | DNF    | DNF  |

### Gymnastiek

#### Turnen
Mannen
| atleet           | onderdeel | kwalificatie | kwalificatie | kwalificatie | kwalificatie | kwalificatie | kwalificatie | kwalificatie | kwalificatie | finale  | finale  | finale  | finale  | finale  | finale  | finale  | finale  |
| atleet           | onderdeel | toestel      | toestel      | toestel      | toestel      | toestel      | toestel      | totaal       | positie      | toestel | toestel | toestel | toestel | toestel | toestel | totaal  | positie |
| atleet           | onderdeel | vloer        | voltige      | ringen       | sprong       | brug         | rekstok      | totaal       | positie      | vloer   | voltige | ringen  | sprong  | brug    | rekstok | totaal  | positie |
| ---------------- | --------- | ------------ | ------------ | ------------ | ------------ | ------------ | ------------ | ------------ | ------------ | ------- | ------- | ------- | ------- | ------- | ------- | ------- | ------- |
| Denis Ablyazin   | team      | 14,300       | -            | 14,800 Q     | 14,900 Q     | -            | -            | n.v.t.       | n.v.t.       | 13,900  | -       | 15,033  | 14,866  | -       | -       | n.v.t.  | n.v.t.  |
| David Belyavskiy | team      | 12,933       | 14,733 Q     | 14,000       | 14,300       | 15,325 Q     | 14,066       | 85,324       | 10           | -       | 14,841  | -       | -       | 15,333  | 14,166  | n.v.t.  | n.v.t.  |
| Artur Dalaloyan  | team      | 13,700       | 13,800       | 14,500       | 14,658       | 15,233       | 14,066       | 85,957       | 6 Q          | 14,066  | 13,833  | 14,666  | 14,933  | 14,600  | 13,933  | n.v.t.  | n.v.t.  |
| Nikita Nagornyy  | team      | 15,066 Q     | 14,366       | 14,333       | 14,700 Q     | 14,966       | 14,466 Q     | 87,897       | 2 Q          | 14,666  | 14,466  | 14,700  | 14,966  | 15,166  | 14,366  | n.v.t.  | n.v.t.  |
| Totaal           | team      | 43,066       | 42,899       | 43,633       | 44,258       | 45,524       | 42,565       | 261,945      | 3 Q          | 42,632  | 43,140  | 44,399  | 44,765  | 45,099  | 42,465  | 262,500 | Goud    |

| atleet              | onderdeel | kwalificatie        | kwalificatie        | kwalificatie        | kwalificatie        | kwalificatie        | kwalificatie        | kwalificatie        | kwalificatie        | finale         | finale         | finale         | finale         | finale         | finale         | finale         | finale         |
| atleet              | onderdeel | toestel             | toestel             | toestel             | toestel             | toestel             | toestel             | totaal              | positie             | toestel        | toestel        | toestel        | toestel        | toestel        | toestel        | totaal         | positie        |
| atleet              | onderdeel | vloer               | voltige             | ringen              | sprong              | brug                | rekstok             | totaal              | positie             | vloer          | voltige        | ringen         | sprong         | brug           | rekstok        | totaal         | positie        |
| ------------------- | --------- | ------------------- | ------------------- | ------------------- | ------------------- | ------------------- | ------------------- | ------------------- | ------------------- | -------------- | -------------- | -------------- | -------------- | -------------- | -------------- | -------------- | -------------- |
| Artur Dalaloyan     | meerkamp  | zie team-resultaten | zie team-resultaten | zie team-resultaten | zie team-resultaten | zie team-resultaten | zie team-resultaten | zie team-resultaten | zie team-resultaten | 14,050         | 13,900         | 14,666         | 14,466         | 15,033         | 14,133         | 86,248         | 6              |
| Aleksandr Kartsev   | meerkamp  | 13,733              | 13,500              | 13,633              | 14,533              | 14,900              | 12,000              | 82,299              | 29                  | niet geplaatst | niet geplaatst | niet geplaatst | niet geplaatst | niet geplaatst | niet geplaatst | niet geplaatst | niet geplaatst |
| Nikita Nagornyy     | meerkamp  | zie team-resultaten | zie team-resultaten | zie team-resultaten | zie team-resultaten | zie team-resultaten | zie team-resultaten | zie team-resultaten | zie team-resultaten | 14,433         | 14,266         | 14,666         | 14,900         | 15,400         | 14,366         | 88,031         | Brons          |
| Nikita Nagornyy     | vloer     | 15,066              | n.v.t.              | n.v.t.              | n.v.t.              | n.v.t.              | n.v.t.              | n.v.t.              | 2 Q                 | 13,066         | n.v.t.         | n.v.t.         | n.v.t.         | n.v.t.         | n.v.t.         | n.v.t.         | 7              |
| Nikita Nagornyy     | rekstok   | n.v.t.              | n.v.t.              | n.v.t.              | n.v.t.              | n.v.t.              | 14,466              | n.v.t.              | 5 Q                 | n.v.t.         | n.v.t.         | n.v.t.         | n.v.t.         | n.v.t.         | 14,533         | n.v.t.         | Brons          |
| Nikita Nagornyy     | sprong    | n.v.t.              | n.v.t.              | n.v.t.              | 14,783              | n.v.t.              | n.v.t.              | n.v.t.              | 3 Q                 | n.v.t.         | n.v.t.         | n.v.t.         | 14,716         | n.v.t.         | n.v.t.         | n.v.t.         | 5              |
| Denis Ablyazin      | sprong    | n.v.t.              | n.v.t.              | n.v.t.              | 14,733              | n.v.t.              | n.v.t.              | n.v.t.              | 5 Q                 | n.v.t.         | n.v.t.         | n.v.t.         | 14,783         | n.v.t.         | n.v.t.         | n.v.t.         | Zilver         |
| Denis Ablyazin      | ringen    | n.v.t.              | n.v.t.              | 14,800              | n.v.t.              | n.v.t.              | n.v.t.              | n.v.t.              | 7 Q                 | n.v.t.         | n.v.t.         | 14,833         | n.v.t.         | n.v.t.         | n.v.t.         | n.v.t.         | 6              |
| David Belyavskiy    | paard     | n.v.t.              | 14,733              | n.v.t.              | n.v.t.              | n.v.t.              | n.v.t.              | 9 Q*                | n.v.t.              | 14,833         | n.v.t.         | n.v.t.         | n.v.t.         | n.v.t.         | 4              |                |                |
| David Belyavskiy    | brug      | n.v.t.              | n.v.t.              | n.v.t.              | n.v.t.              | 15,325              | n.v.t.              | n.v.t.              | 9 Q*                | n.v.t.         | n.v.t.         | n.v.t.         | n.v.t.         | 15,200         | n.v.t.         | n.v.t.         | 5              |
| Vladislav Polyashov | paard     | n.v.t.              | 14,366              | n.v.t.              | n.v.t.              | n.v.t.              | n.v.t.              | 14                  | niet geplaatst      | niet geplaatst | niet geplaatst | niet geplaatst | niet geplaatst | niet geplaatst | niet geplaatst | niet geplaatst |                |
| Vladislav Polyashov | brug      | n.v.t.              | n.v.t.              | n.v.t.              | n.v.t.              | 15,133              | n.v.t.              | n.v.t.              | 15                  | niet geplaatst | niet geplaatst | niet geplaatst | niet geplaatst | niet geplaatst | niet geplaatst | niet geplaatst | niet geplaatst |

Vrouwen
| atlete             | onderdeel | kwalificatie | kwalificatie | kwalificatie | kwalificatie | kwalificatie | kwalificatie | finale  | finale  | finale  | finale  | finale  | finale  |
| atlete             | onderdeel | toestel      | toestel      | toestel      | toestel      | totaal       | positie      | toestel | toestel | toestel | toestel | totaal  | positie |
| atlete             | onderdeel | sprong       | brug         | balk         | vloer        | totaal       | positie      | sprong  | brug    | balk    | vloer   | totaal  | positie |
| ------------------ | --------- | ------------ | ------------ | ------------ | ------------ | ------------ | ------------ | ------- | ------- | ------- | ------- | ------- | ------- |
| Lilia Akhaimova    | team      | 14,699 Q     | 12,900       | 12,266       | 13,633       | 53,565       | 28           | 14,733  | -       | -       | -       | n.v.t.  | n.v.t.  |
| Viktoria Listunova | team      | 14,300       | 14,766       | 13,866       | 14,000 Q     | 56,932       | 6            | -       | 14,900  | 14,333  | 14,166  | n.v.t.  | n.v.t.  |
| Angelina Melnikova | team      | 14,616 Q     | 14,933 Q     | 13,733       | 14,000 Q     | 57,132       | 4 Q          | 14,600  | 14,933  | 12,566  | 13,966  | n.v.t.  | n.v.t.  |
| Vladislava Urazova | team      | 14,600       | 14,866       | 14,000 Q     | 13,633       | 57,099       | 5 Q          | 14,466  | 14,866  | 12,633  | 13,366  | n.v.t.  | n.v.t.  |
| Totaal             | team      | 43,832       | 44,565       | 41,599       | 41,633       | 171,629      | 1 Q          | 43,799  | 44,699  | 39,532  | 41,498  | 169,528 | Goud    |

| atlete              | onderdeel | kwalificatie        | kwalificatie        | kwalificatie        | kwalificatie        | kwalificatie        | kwalificatie        | finale         | finale         | finale         | finale         | finale         | finale         |
| atlete              | onderdeel | toestel             | toestel             | toestel             | toestel             | totaal              | positie             | toestel        | toestel        | toestel        | toestel        | totaal         | positie        |
| atlete              | onderdeel | sprong              | brug                | balk                | vloer               | totaal              | positie             | sprong         | brug           | balk           | vloer          | totaal         | positie        |
| ------------------- | --------- | ------------------- | ------------------- | ------------------- | ------------------- | ------------------- | ------------------- | -------------- | -------------- | -------------- | -------------- | -------------- | -------------- |
| Angelina Melnikova  | sprong    | 14,616              | n.v.t.              | n.v.t.              | n.v.t.              | n.v.t.              | 9 Q                 | 14,683         | n.v.t.         | n.v.t.         | n.v.t.         | n.v.t.         | 5              |
| Angelina Melnikova  | brug      | n.v.t.              | 14,933              | n.v.t.              | n.v.t.              | n.v.t.              | 4 Q                 | n.v.t.         | 13,066         | n.v.t.         | n.v.t.         | n.v.t.         | 8              |
| Angelina Melnikova  | vloer     | n.v.t.              | n.v.t.              | n.v.t.              | 14,000              | n.v.t.              | 7 Q                 | n.v.t.         | n.v.t.         | n.v.t.         | 14,166         | n.v.t.         | Brons          |
| Angelina Melnikova  | meerkamp  | zie team-resultaten | zie team-resultaten | zie team-resultaten | zie team-resultaten | zie team-resultaten | zie team-resultaten | 14,633         | 14,900         | 13,700         | 13,966         | 57,199         | Brons          |
| Elena Gerasimova    | meerkamp  | 13,466              | 13,233              | 13,766              | 12,333              | 52,798              | 38                  | niet geplaatst | niet geplaatst | niet geplaatst | niet geplaatst | niet geplaatst | niet geplaatst |
| Vladislava Urazova  | meerkamp  | zie team-resultaten | zie team-resultaten | zie team-resultaten | zie team-resultaten | zie team-resultaten | zie team-resultaten | 14,500         | 14,866         | 14,200         | 13,400         | 56,966         | 4              |
| Vladislava Urazova  | balk      | n.v.t.              | n.v.t.              | 14,000              | n.v.t.              | n.v.t.              | 8 Q                 | n.v.t.         | n.v.t.         | 12,733         | n.v.t.         | n.v.t.         | 8              |
| Lilia Akhaimova     | sprong    | 14,699              | n.v.t.              | n.v.t.              | n.v.t.              | n.v.t.              | 7 Q                 | 14,666         | n.v.t.         | n.v.t.         | n.v.t.         | n.v.t.         | 6              |
| Anastasia Ilyankova | brug      | n.v.t.              | 14,966              | n.v.t.              | n.v.t.              | n.v.t.              | 3 Q                 | n.v.t.         | 14,833         | n.v.t.         | n.v.t.         | n.v.t.         | Zilver         |
| Viktoria Listunova  | vloer     | n.v.t.              | n.v.t.              | n.v.t.              | 14,000              | n.v.t.              | 6 Q                 | n.v.t.         | n.v.t.         | n.v.t.         | 12,400         | n.v.t.         | 8              |

#### Ritmisch
| atlete        | onderdeel   | kwalificatie | kwalificatie | kwalificatie | kwalificatie | kwalificatie | kwalificatie | finale | finale | finale  | finale | finale  | finale |
| atlete        | onderdeel   | hoepel       | bal          | knotsen      | lint         | totaal       | rang         | hoepel | bal    | knotsen | lint   | totaal  | rang   |
| ------------- | ----------- | ------------ | ------------ | ------------ | ------------ | ------------ | ------------ | ------ | ------ | ------- | ------ | ------- | ------ |
| Arina Averina | individueel | 27,225       | 27,250       | 28,100       | 23,600       | 106,175      | 2 Q          | 26,850 | 27,900 | 27,800  | 19,550 | 102,100 | 4      |
| Dina Averina  | individueel | 27,625       | 27,600       | 28,275       | 22,800       | 106,300      | 1 Q          | 27,200 | 28,300 | 28,150  | 24,000 | 107,650 | Zilver |

| atlete                                                                                       | onderdeel | kwalificatie | kwalificatie         | kwalificatie | kwalificatie | finale   | finale               | finale | finale |
| atlete                                                                                       | onderdeel | 5 linten     | 3 knotsen, 2 hoepels | totaal       | rang         | 5 linten | 3 knotsen, 2 hoepels | totaal | rang   |
| -------------------------------------------------------------------------------------------- | --------- | ------------ | -------------------- | ------------ | ------------ | -------- | -------------------- | ------ | ------ |
| Anastasia Bliznyuk Anastasia Maksimova Angelina Shkatova Anastasia Tatareva Alisa Tishchenko | team      | 45,750       | 43,200               | 89,050       | 2 Q          | 46,200   | 44,200               | 90,400 | Zilver |

#### Trampoline
Mannen
| atleet         | onderdeel  | kwalificaties | kwalificaties | finale | finale |
| atleet         | onderdeel  | score         | rang          | score  | rang   |
| -------------- | ---------- | ------------- | ------------- | ------ | ------ |
| Dmitry Ushakov | trampoline | 109,450       | 8 Q           | 59,600 | 5      |
| Andrey Yudin   | trampoline | 111,245       | 7 Q           | 58,235 | 6      |

Vrouwen
| atlete          | onderdeel  | kwalificaties | kwalificaties | finale         | finale         |
| atlete          | onderdeel  | score         | rang          | score          | rang           |
| --------------- | ---------- | ------------- | ------------- | -------------- | -------------- |
| Susana Kochesok | trampoline | 102,790       | 6 Q           | 54,290         | 7              |
| Yana Lebedeva   | trampoline | 71,805        | 11            | niet geplaatst | niet geplaatst |

### Handbal
Vrouwen
| Olympiër | Onderdeel | Resultaat | Prestatie |
| --- | --------- | --------- | --------- |
| Anna Sedoykina Polina Kuznetsova Polina Gorshkova Daria Dmitrieva Anna Sen Anna Vyakhireva Polina Vedekhina Vladlena Bobrovnikova Kseniya Makeyeva Elena Mikhaylichenko Olga Fomina Ekaterina Ilina Yulia Managarova Antonina Skorobogatchenko Victoriya Kalinina | vrouwen   | Zilver    | zie onder |

| Groep |                 |             |             |             |             |            |            |            |        |
| #     | Land            | Wedstrijden | Wedstrijden | Wedstrijden | Wedstrijden | Doelpunten | Doelpunten | Doelpunten | Punten |
| #     | Land            | G           | W           | G           | V           | V          | T          | Saldo      | Punten |
| 1     | Zweden          | 5           | 3           | 1           | 1           | 152        | 133        | +19        | 7      |
| 2     | Russische ploeg | 5           | 3           | 1           | 1           | 148        | 149        | -1         | 7      |
| 3     | Frankrijk       | 5           | 2           | 1           | 2           | 139        | 135        | +4         | 5      |
| 4     | Hongarije       | 5           | 2           | 0           | 3           | 142        | 149        | -7         | 4      |
| 5     | Spanje          | 5           | 2           | 0           | 3           | 135        | 142        | -7         | 4      |
| 6     | Brazilië        | 5           | 1           | 1           | 3           | 133        | 141        | -8         | 3      |

| Ronde           | Datum           | Lokale tijd | MEZT            | Land            | Score           | Land            |  |
| --------------- | --------------- | ----------- | --------------- | --------------- | --------------- | --------------- |  |
| groepsfase      |                 |             |                 |                 |                 |                 |  |
| 25 juli 2021    | 11:00           | 04:00       | Russische ploeg | 24 - 24         | Brazilië        |                 |  |
| 27 juli 2021    | 14:15           | 07:15       | Zweden          | 36 - 24         | Russische ploeg |                 |  |
| 29 juli 2021    | 19:30           | 12:30       | Hongarije       | 31 - 38         | Russische ploeg |                 |  |
| 31 juli 2021    | 14:15           | 07:15       | Russische ploeg | 28 - 27         | Frankrijk       |                 |  |
| 2 augustus 2021 | 14:15           | 07:15       | Spanje          | 31 - 34         | Russische ploeg |                 |  |
|                 |                 |             |                 |                 |                 |                 |  |
| kwartfinale     | 4 augustus 2021 | 09:30       | 02:30           | Montenegro      | 26 - 32         | Russische ploeg |  |
|                 |                 |             |                 |                 |                 |                 |  |
| halve finale    | 6 augustus 2021 | 21:00       | 14:00           | Noorwegen       | 26 - 27         | Russische ploeg |  |
|                 |                 |             |                 |                 |                 |                 |  |
| finale          | 8 augustus 2021 | 15:00       | 08:00           | Russische ploeg | 25 - 30         | Frankrijk       |  |

### Judo
Mannen
| atleet              | onderdeel | eerste ronde         | tweede ronde         | derde ronde              | kwartfinale             | halve finale         | herkansing           | finale / BM          | finale / BM    |
| atleet              | onderdeel | tegenstander uitslag | tegenstander uitslag | tegenstander uitslag     | tegenstander uitslag    | tegenstander uitslag | tegenstander uitslag | tegenstander uitslag | rang           |
| ------------------- | --------- | -------------------- | -------------------- | ------------------------ | ----------------------- | -------------------- | -------------------- | -------------------- | -------------- |
| Robert Mshvidobadze | −60 kg    | n.v.t.               | bye                  | Tsjakadoea V 00-01       | niet geplaatst          | niet geplaatst       | niet geplaatst       | niet geplaatst       | niet geplaatst |
| Yakub Shamilov      | −66 kg    | n.v.t.               | Seidl W 10-00        | Margvelashvili V 002-100 | niet geplaatst          | niet geplaatst       | niet geplaatst       | niet geplaatst       | niet geplaatst |
| Musa Mogushkov      | −73 kg    | bye                  | Orujov V 00-01       | niet geplaatst           | niet geplaatst          | niet geplaatst       | niet geplaatst       | niet geplaatst       | niet geplaatst |
| Alan Khubetsov      | −81 kg    | bye                  | Zoloev W 10-00       | Valois-Fortier W 01-00   | Casse V 00-01           | niet geplaatst       | Ressel V 00-10       | niet geplaatst       | niet geplaatst |
| Mikhail Igolnikov   | −90 kg    | bye                  | Dossou Yovo W 10-00  | Mehdiyev W 01-00         | Sherazadishvili W 10-00 | Bekauri V 00-01      | bye                  | Tóth V 00-01         | 5              |
| Niyaz Ilyasov       | −100 kg   | n.v.t.               | bye                  | Cirjenics W 10-00        | Fonseca V 00-01         | niet geplaatst       | Frey W 01-00         | Liparteliani W 01-00 | Brons          |
| Tamerlan Bashaev    | +100 kg   | n.v.t.               | bye                  | Ndiaye W 10-00           | Riner W 01-00           | Tushishvili V 01-11  | bye                  | Khammo W 10-00       | Brons          |

Vrouwen
| atlete                | onderdeel | eerste ronde         | tweede ronde         | derde ronde          | kwartfinale          | halve finale         | herkansing           | finale / BM          | finale / BM    |
| atlete                | onderdeel | tegenstander uitslag | tegenstander uitslag | tegenstander uitslag | tegenstander uitslag | tegenstander uitslag | tegenstander uitslag | tegenstander uitslag | rang           |
| --------------------- | --------- | -------------------- | -------------------- | -------------------- | -------------------- | -------------------- | -------------------- | -------------------- | -------------- |
| Irina Dolgova         | −48 kg    | n.v.t.               | Nikolić W 10-00      | Lin C-h V 00-01      | niet geplaatst       | niet geplaatst       | niet geplaatst       | niet geplaatst       | niet geplaatst |
| Natalia Kuziutina     | −52 kg    | n.v.t.               | Jiménez W 10-00      | Park D-s V 00-01     | niet geplaatst       | niet geplaatst       | niet geplaatst       | niet geplaatst       | niet geplaatst |
| Daria Mezhetskaia     | −57 kg    | n.v.t.               | Lu T V 01-10         | niet geplaatst       | niet geplaatst       | niet geplaatst       | niet geplaatst       | niet geplaatst       | niet geplaatst |
| Daria Davydova        | −63 kg    | n.v.t.               | Barrios V 00-10      | niet geplaatst       | niet geplaatst       | niet geplaatst       | niet geplaatst       | niet geplaatst       | niet geplaatst |
| Madina Taimazova      | −70 kg    | n.v.t.               | Bernabéu W 01-00     | Portela W 01-00      | Teltsidou W 10-00    | Arai V 00-10         | bye                  | Matić W 01-00        | Brons          |
| Aleksandra Babintseva | −78 kg    | n.v.t.               | Branser W 10-01      | Kuka W 01-00         | Hamada V 00-11       | niet geplaatst       | Aguiar V 00-10       | niet geplaatst       | niet geplaatst |

Gemengd
| atleten | onderdeel    | eerste ronde         | tweede ronde         | kwartfinale          | halve finale         | herkansing           | finale / BM          | finale / BM |
| atleten | onderdeel    | tegenstander uitslag | tegenstander uitslag | tegenstander uitslag | tegenstander uitslag | tegenstander uitslag | tegenstander uitslag | rang        |
| --- | ------------ | -------------------- | -------------------- | -------------------- | -------------------- | -------------------- | -------------------- | ----------- |
| Aleksandra Babintseva Tamerlan Bashaev Mikhail Igolnikov Daria Mezhetskaia Musa Mogushkov Madina Taimazova | gemengd team | n.v.t.               | bye                  | Mongolië W 4-2       | Japan V 0-4          | bye                  | Israël V 1-4         | 5           |

### Kanovaren

#### Slalom
Mannen
| atleet      | onderdeel  | series | series | series | series | series    | series | halve finale   | halve finale   | finale         | finale         |
| atleet      | onderdeel  | run 1  | rang   | run 2  | rang   | beste run | rang   | tijd           | rang           | tijd           | rang           |
| ----------- | ---------- | ------ | ------ | ------ | ------ | --------- | ------ | -------------- | -------------- | -------------- | -------------- |
| Pavel Eigel | C-1 slalom | 119,60 | 15     | DNS    | DNS    | 119,60    | 18     | niet geplaatst | niet geplaatst | niet geplaatst | niet geplaatst |
| Pavel Eigel | K-1 slalom | 96,53  | 12     | 92,82  | 9      | 92,82     | 9 Q    | 151,41         | 20             | niet geplaatst | niet geplaatst |

Vrouwen
| atlete        | onderdeel  | series | series | series | series | series    | series | halve finale | halve finale | finale         | finale         |
| atlete        | onderdeel  | run 1  | rang   | run 2  | rang   | beste run | rang   | tijd         | rang         | tijd           | rang           |
| ------------- | ---------- | ------ | ------ | ------ | ------ | --------- | ------ | ------------ | ------------ | -------------- | -------------- |
| Alsu Minazova | C-1 slalom | 176,02 | 22     | 118,45 | 12     | 118,45    | 14 Q   | 135,80       | 14           | niet geplaatst | niet geplaatst |
| Alsu Minazova | K-1 slalom | 120,60 | 18     | 115,39 | 18     | 115,39    | 20 Q   | 120,66       | 17           | niet geplaatst | niet geplaatst |

#### Sprint
Mannen
| atleet                                                               | onderdeel  | series   | series | kwartfinale | kwartfinale | halve finale   | halve finale   | finale         | finale         |
| atleet                                                               | onderdeel  | tijd     | rang   | tijd        | rang        | tijd           | rang           | tijd           | rang           |
| -------------------------------------------------------------------- | ---------- | -------- | ------ | ----------- | ----------- | -------------- | -------------- | -------------- | -------------- |
| Vladislav Chebotar                                                   | C-1 1000 m | 4.28,951 | 3 KF   | 4.18,517    | 4           | niet geplaatst | niet geplaatst | niet geplaatst | niet geplaatst |
| Viktor Melantyev                                                     | C-1 1000 m | 4.14,004 | 5 KF   | 4.11,095    | 3           | niet geplaatst | niet geplaatst | niet geplaatst | niet geplaatst |
| Vladislav Chebotar Viktor Melantyev                                  | C-2 1000 m | 4.00,218 | 4 KF   | 4.09,956    | 5 FB        | niet geplaatst | niet geplaatst | 3.30,406       | 9              |
| Oleg Gusev                                                           | K-1 200 m  | 35,928   | 3 KF   | 35,581      | 3           | niet geplaatst | niet geplaatst | niet geplaatst | niet geplaatst |
| Evgenii Lukantsov                                                    | K-1 200 m  | 35,157   | 3 KF   | 35,184      | 2 HF        | 36,036         | 5 FB           | 36,369         | 12             |
| Roman Anoshkin                                                       | K-1 200 m  | 3.50,580 | 6 KF   | 3.45,712    | 3           | niet geplaatst | niet geplaatst | niet geplaatst | niet geplaatst |
| Maxim Spesivtsev                                                     | K-1 200 m  | 3.42,888 | 4 KF   | 3.44,136    | 1 HF        | 3.27,372       | 7 FB           | 3.27,909       | 13             |
| Roman Anoshkin Maxim Spesivtsev                                      | K-2 1000 m | 3.20,610 | 3 KF   | 3.14,045    | 4 FB        | niet geplaatst | niet geplaatst | 3.19,680       | 9              |
| Roman Anoshkin Artem Kuzakhmetov Aleksandr Sergeyev Maxim Spesivtsev | K-4 500 m  | 1.30,763 | 4 KF   | 1.25,564    | 6 HF        | 1.24,340       | 4 FA           | 1.23,654       | 4              |

Vrouwen
| atlete                                                                       | onderdeel | series   | series | kwartfinale | kwartfinale | halve finale   | halve finale   | finale         | finale         |
| atlete                                                                       | onderdeel | tijd     | rang   | tijd        | rang        | tijd           | rang           | tijd           | rang           |
| ---------------------------------------------------------------------------- | --------- | -------- | ------ | ----------- | ----------- | -------------- | -------------- | -------------- | -------------- |
| Irina Andreeva                                                               | C-1 200 m | 48,192   | 5 KF   | 46,637      | 2 HF        | 49,147         | 7 FB           | 48,930         | 15             |
| Olesia Romasenko                                                             | C-1 200 m | 46,126   | 2 HF   | bye         | bye         | 47,368         | 2 FA           | 47,777         | 7              |
| Irina Andreeva Olesia Romasenko                                              | C-2 500 m | 2.05,604 | 5 KF   | 2.04,703    | 3 HF        | 2.04,968       | 4 FA           | 2.04,875       | 8              |
| Natalia Podolskaya                                                           | K-1 200 m | 42,845   | 4 KF   | 43,212      | 5           | niet geplaatst | niet geplaatst | niet geplaatst | niet geplaatst |
| Svetlana Chernigovskaya                                                      | K-1 200 m | 41,540   | 2 HF   | bye         | bye         | 40,433         | 7 FB           | 39,977         | 11             |
| Svetlana Chernigovskaya                                                      | K-1 500 m | 1.52,311 | 5 KF   | 1.49,323    | 1 HF        | 1.56,066       | 8              | niet geplaatst | niet geplaatst |
| Kira Stepanova                                                               | K-1 500 m | 1.55,180 | 4 KF   | 1.54,190    | 4           | niet geplaatst | niet geplaatst | niet geplaatst | niet geplaatst |
| Varvara Baranova Kira Stepanova                                              | K-2 500 m | 1.47,874 | 2 HF   | bye         | bye         | 1.42,069       | 7 FB           | 1.44,054       | 15             |
| Svetlana Chernigovskaya Anastasiia Dolgova Natalia Podolskaya Kira Stepanova | K-4 500 m | 1.39,166 | 6 KF   | 1.38,372    | 7 FB        | niet geplaatst | niet geplaatst | 1.40,951       | 12             |

Legenda: FA=finale A (medailles); FC=finale C (geen medailles); HF=halve finale KF=kwartfinale

### Karate

#### Kumite
Vrouwen
| Atleet           | Onderdeel | Groupsfase             | Groupsfase             | Groupsfase             | Groupsfase             | Groupsfase | Halve Finale           | Finale                 | Finale         |
| Atleet           | Onderdeel | Tegenstander Resultaat | Tegenstander Resultaat | Tegenstander Resultaat | Tegenstander Resultaat | Rang       | Tegenstander Resultaat | Tegenstander Resultaat | Rang           |
| ---------------- | --------- | ---------------------- | ---------------------- | ---------------------- | ---------------------- | ---------- | ---------------------- | ---------------------- | -------------- |
| Anna Chernysheva | −55 kg    | DNS                    | DNS                    | DNS                    | DNS                    | DNS        | niet geplaatst         | niet geplaatst         | niet geplaatst |

### Klimsport
Mannen
| atleet         | onderdeel | kwalificatie | kwalificatie | kwalificatie | kwalificatie | kwalificatie | kwalificatie | kwalificatie | totaal | totaal | finale         | finale         | finale         | finale         | finale         | finale         | finale         | totaal         | totaal         |
| atleet         | onderdeel | speed        | speed        | boulderen    | boulderen    | lead         | lead         | lead         | totaal | totaal | speed          | speed          | boulderen      | boulderen      | lead           | lead           | lead           | totaal         | totaal         |
| atleet         | onderdeel | tijd         | rang         | punten       | rang         | punten       | tijd         | rang         | punten | rang   | tijd           | rang           | punten         | rang           | punten         | tijd           | rang           | punten         | rang           |
| -------------- | --------- | ------------ | ------------ | ------------ | ------------ | ------------ | ------------ | ------------ | ------ | ------ | -------------- | -------------- | -------------- | -------------- | -------------- | -------------- | -------------- | -------------- | -------------- |
| Alexey Rubtsov | klimmen   | 7,23         | 16           | 2T2z 7 4     | 4            | 26+          | 2,29         | 15           | 960,00 | 13     | niet geplaatst | niet geplaatst | niet geplaatst | niet geplaatst | niet geplaatst | niet geplaatst | niet geplaatst | niet geplaatst | niet geplaatst |

Vrouwen
| atlete            | onderdeel | kwalificatie | kwalificatie | kwalificatie | kwalificatie | kwalificatie | kwalificatie | kwalificatie | totaal  | totaal | finale         | finale         | finale         | finale         | finale         | finale         | finale         | totaal         | totaal         |
| atlete            | onderdeel | speed        | speed        | boulderen    | boulderen    | lead         | lead         | lead         | totaal  | totaal | speed          | speed          | boulderen      | boulderen      | lead           | lead           | lead           | totaal         | totaal         |
| atlete            | onderdeel | tijd         | rang         | punten       | rang         | punten       | tijd         | rang         | punten  | rang   | tijd           | rang           | punten         | rang           | punten         | tijd           | rang           | punten         | rang           |
| ----------------- | --------- | ------------ | ------------ | ------------ | ------------ | ------------ | ------------ | ------------ | ------- | ------ | -------------- | -------------- | -------------- | -------------- | -------------- | -------------- | -------------- | -------------- | -------------- |
| Iuliia Kaplina    | klimmen   | 7,65         | 5            | 0T1z 0 2     | 18           | 14+          | -            | 17           | 1530,00 | 17     | niet geplaatst | niet geplaatst | niet geplaatst | niet geplaatst | niet geplaatst | niet geplaatst | niet geplaatst | niet geplaatst | niet geplaatst |
| Viktoria Meshkova | klimmen   | 9,54         | 15           | 2T4z 8 5     | 6            | 29+          | -            | 5            | 450,00  | 9      | niet geplaatst | niet geplaatst | niet geplaatst | niet geplaatst | niet geplaatst | niet geplaatst | niet geplaatst | niet geplaatst | niet geplaatst |

### Moderne vijfkamp
Mannen
| atleet            | onderdeel        | schermen (degen) | schermen (degen) | schermen (degen) | schermen (degen) | zwemmen (200 m vrije slag) | zwemmen (200 m vrije slag) | zwemmen (200 m vrije slag) | paardrijden (springen) | paardrijden (springen) | paardrijden (springen) | combinatie: schieten/lopen (10 m luchtpistool)/(3200 m) | combinatie: schieten/lopen (10 m luchtpistool)/(3200 m) | combinatie: schieten/lopen (10 m luchtpistool)/(3200 m) | totaal punten | rang |
| atleet            | onderdeel        | RR               | BR               | rang             | punten           | tijd                       | rang                       | punten                     | strafpunten            | rang                   | punten                 | tijd                                                    | rang                                                    | punten                                                  | totaal punten | rang |
| ----------------- | ---------------- | ---------------- | ---------------- | ---------------- | ---------------- | -------------------------- | -------------------------- | -------------------------- | ---------------------- | ---------------------- | ---------------------- | ------------------------------------------------------- | ------------------------------------------------------- | ------------------------------------------------------- | ------------- | ---- |
| Alexander Lifanov | moderne vijfkamp | 25-10            | 1                | 2                | 251              | 2.05,60                    | 27                         | 299                        | 21                     | 21                     | 279                    | 11.19,18                                                | 16                                                      | 621                                                     | 1450          | 10   |

Vrouwen
| atlete              | onderdeel        | schermen (degen) | schermen (degen) | schermen (degen) | schermen (degen) | zwemmen (200 m vrije slag) | zwemmen (200 m vrije slag) | zwemmen (200 m vrije slag) | paardrijden (springen) | paardrijden (springen) | paardrijden (springen) | combinatie: schieten/lopen (10 m luchtpistool)/(3200 m) | combinatie: schieten/lopen (10 m luchtpistool)/(3200 m) | combinatie: schieten/lopen (10 m luchtpistool)/(3200 m) | totaal punten | rang |
| atlete              | onderdeel        | RR               | BR               | rang             | punten           | tijd                       | rang                       | punten                     | strafpunten            | rang                   | punten                 | tijd                                                    | rang                                                    | punten                                                  | totaal punten | rang |
| ------------------- | ---------------- | ---------------- | ---------------- | ---------------- | ---------------- | -------------------------- | -------------------------- | -------------------------- | ---------------------- | ---------------------- | ---------------------- | ------------------------------------------------------- | ------------------------------------------------------- | ------------------------------------------------------- | ------------- | ---- |
| Uliana Batashova    | moderne vijfkamp | 23-12            | 1                | 4                | 239              | 2.11,14                    | 10                         | 288                        | 7                      | 8                      | 293                    | 12.59,27                                                | 22                                                      | 521                                                     | 1341          | 9    |
| Gulnaz Gubaydullina | moderne vijfkamp | 14-21            | 0                | 32               | 184              | 2.07,31 OR                 | 1                          | 296                        | EL                     | 31                     | 0                      | 12.07,58                                                | 6                                                       | 573                                                     | 1053          | 32   |

### Paardensport

#### Dressuur
| ruiter                                                  | paard         | onderdeel   | Grand Prix | Grand Prix | Grand Prix Special | Grand Prix Special | Grand Prix Freestyle | Grand Prix Freestyle | totaal         | totaal         |
| ruiter                                                  | paard         | onderdeel   | score      | rang       | score              | rang               | technisch            | artistiek            | uitslag        | rang           |
| ------------------------------------------------------- | ------------- | ----------- | ---------- | ---------- | ------------------ | ------------------ | -------------------- | -------------------- | -------------- | -------------- |
| Tatyana Kosterina                                       | Diavolessa    | individueel | 63,866     | 54         | n.v.t.             | n.v.t.             | niet geplaatst       | niet geplaatst       | niet geplaatst | niet geplaatst |
| Aleksandra Maksakova                                    | Bojengels     | individueel | 63,898     | 53         | n.v.t.             | n.v.t.             | niet geplaatst       | niet geplaatst       | niet geplaatst | niet geplaatst |
| Inessa Merkulova                                        | Mister X      | individueel | 69,457     | 31         | n.v.t.             | n.v.t.             | niet geplaatst       | niet geplaatst       | niet geplaatst | niet geplaatst |
| Tatyana Kosterina Aleksandra Maksakova Inessa Merkulova | zie hierboven | team        | 6350,5     | 12         | niet geplaatst     | niet geplaatst     | n.v.t.               | n.v.t.               | niet geplaatst | niet geplaatst |

Maria Shuvalova en Ilyumzhinov Famous Cross gingen mee als reserve.

#### Eventing
| ruiter           | paard         | onderdeel   | dressuur    | dressuur | cross-country | cross-country | cross-country | springen     | springen     | springen     | springen       | springen       | springen       | totaal      | totaal |
| ruiter           | paard         | onderdeel   | dressuur    | dressuur | cross-country | cross-country | cross-country | kwalificatie | kwalificatie | kwalificatie | finale         | finale         | finale         | totaal      | totaal |
| ruiter           | paard         | onderdeel   | strafpunten | rang     | strafpunten   | totaal        | rang          | strafpunten  | totaal       | rang         | strafpunten    | totaal         | rang           | strafpunten | rang   |
| ---------------- | ------------- | ----------- | ----------- | -------- | ------------- | ------------- | ------------- | ------------ | ------------ | ------------ | -------------- | -------------- | -------------- | ----------- | ------ |
| Andrey Mitin     | Gurza         | individueel | 36,10       | 44       | 30,00         | 66,10         | 37            | 26,0         | 92,10        | 38           | niet geplaatst | niet geplaatst | niet geplaatst | 92,10       | 38     |
| Mikhail Nastenko | MP Imagine If | individueel | 43,00       | 59       | 76,40         | 119,40        | 50            | 14,4         | 133,80       | 43           | niet geplaatst | niet geplaatst | niet geplaatst | 133,80      | 43     |

### Roeien
Mannen
| atleet                          | onderdeel   | series  | series | herkansingen | herkansingen | kwartfinale | kwartfinale | halve finale | halve finale | finale  | finale |
| atleet                          | onderdeel   | tijd    | rang   | tijd         | rang         | tijd        | rang        | tijd         | rang         | tijd    | rang   |
| ------------------------------- | ----------- | ------- | ------ | ------------ | ------------ | ----------- | ----------- | ------------ | ------------ | ------- | ------ |
| Aleksandr Vyazovkin             | skiff       | 7.14,95 | 2 KF   | bye          | bye          | 7.20,04     | 3 HA/B      | 6.44,56      | 3 FA         | 6.49,09 | 5      |
| Ilya Kondratyev Andrey Potapkin | dubbel-twee | 6.16,09 | 3 HA/B | bye          | bye          | n.v.t.      | n.v.t.      | 6.26,58      | 4 FB         | 6.13,73 | 7      |

Vrouwen
| atleet                                    | onderdeel          | series  | series | herkansingen | herkansingen | kwartfinale | kwartfinale | halve finale | halve finale | finale  | finale |
| atleet                                    | onderdeel          | tijd    | rang   | tijd         | rang         | tijd        | rang        | tijd         | rang         | tijd    | rang   |
| ----------------------------------------- | ------------------ | ------- | ------ | ------------ | ------------ | ----------- | ----------- | ------------ | ------------ | ------- | ------ |
| Hanna Prakatsen                           | skiff              | 7.48,74 | 1 KF   | bye          | bye          | 7.49,64     | 1 HA/B      | 7.23,61      | 1 FA         | 7.17,39 | Zilver |
| Elena Oriabinskaia Vasilisa Stepanova     | twee-zonder        | 7.23,39 | 2 HA/B | bye          | bye          | n.v.t.      | n.v.t.      | 6.50,24      | 2 FA         | 6.51,45 | Zilver |
| Ekaterina Kurochkina Ekaterina Pitirimova | dubbel-twee        | 7.03,96 | 4 H    | 7.13,77      | 1 HA/B       | n.v.t.      | n.v.t.      | 7.24,37      | 6 FB         | 7.01,83 | 12     |
| Maria Botalova Anastasia Lebedeva         | lichte dubbel-twee | 7.07,67 | 3 H    | 7.22,72      | 2 HA/B       | n.v.t.      | n.v.t.      | 6.45,23      | 4 FB         | 6.51,65 | 9      |

Legenda: FA=finale A (medailles); FB=finale B (geen medailles); FC=finale C (geen medailles); FD=finale D (geen medailles); FE=finale E (geen medailles); FF=finale F (geen medailles); HA/B=halve finale A/B; HC/D=halve finale C/D; HE/F=halve finale E/F; KF=kwartfinale; H=herkansing

### Rugby
Vrouwen
| Olympiër | Discipline | Resultaat | Prestatie |
| --- | ---------- | --------- | --- |
| Anna Baranchuk Iana Danilova Baizat Khamidova Marina Kukina Daria Lushina Daria Noritsina Mariya Pogrebnyak Kristina Seredina Daria Shestakova Nadezhda Sozonova Alena Tiron LElena Zdrokova | vrouwen    | 8         | Groepsfase Verloren van Groot-Brittannië 12 - 14 Gewonnen van Kenia 35 - 12 Verloren van Nieuw-Zeeland 0 - 33 Kwartfinale Verloren van Nieuw-Zeeland 0 - 35 Kwalificatie plaats 5 - 8 Verloren van Australië 7 - 35 Wedstrijd om plaats 7 Verloren van China 10 - 22 |

### Schermen
Mannen
| atleet                                                                     | onderdeel   | eerste ronde         | tweede ronde         | derde ronde            | kwartfinale          | halve finale                               | finale / BM                                 | finale / BM    |
| atleet                                                                     | onderdeel   | tegenstander uitslag | tegenstander uitslag | tegenstander uitslag   | tegenstander uitslag | tegenstander uitslag                       | tegenstander uitslag                        | rang           |
| -------------------------------------------------------------------------- | ----------- | -------------------- | -------------------- | ---------------------- | -------------------- | ------------------------------------------ | ------------------------------------------- | -------------- |
| Sergey Bida                                                                | degen       | bye                  | Ramirez W 15 - 2     | Kano W 15 - 12         | Cannone V 12 - 15    | niet geplaatst                             | niet geplaatst                              | niet geplaatst |
| Sergey Khodos                                                              | degen       | bye                  | Santarelli V 10 - 15 | niet geplaatst         | niet geplaatst       | niet geplaatst                             | niet geplaatst                              | niet geplaatst |
| Pavel Sukhov                                                               | degen       | Steffen V 12 - 15    | niet geplaatst       | niet geplaatst         | niet geplaatst       | niet geplaatst                             | niet geplaatst                              | niet geplaatst |
| Sergey Bida Nikita Glazkov Sergey Khodos Pavel Sukhov                      | team degen  | n.v.t.               | n.v.t.               | bye                    | Italië W 45 - 34     | China W 45 - 38                            | Japan V 36 - 45                             | Zilver         |
| Anton Borodachev                                                           | floret      | bye                  | Itkin V 11 - 15      | niet geplaatst         | niet geplaatst       | niet geplaatst                             | niet geplaatst                              | niet geplaatst |
| Kirill Borodachev                                                          | floret      | bye                  | Lee K-h W 15 - 14    | Itkin W 15 - 13        | Cheung K-l V 14 - 15 | niet geplaatst                             | niet geplaatst                              | niet geplaatst |
| Vladislav Mylnikov                                                         | floret      | Heroui W 15 - 6      | Meinhardt W 15 - 11  | Abouelkassam V 12 - 15 | niet geplaatst       | niet geplaatst                             | niet geplaatst                              | niet geplaatst |
| Anton Borodachev Kirill Borodachev Vladislav Mylnikov Timur Safin          | team floret | n.v.t.               | n.v.t.               | bye                    | Hongkong W 45 - 39   | Verenigde Staten W 45 - 41                 | Frankrijk V 28 - 45                         | Zilver         |
| Kamil Ibragimov                                                            | sabel       | bye                  | Wagner W 15 - 13     | Szabo W 15 - 13        | Kim J-h V 14 - 15    | niet geplaatst                             | niet geplaatst                              | niet geplaatst |
| Konstantin Lokhanov                                                        | sabel       | bye                  | Kim J-h V 11 - 15    | niet geplaatst         | niet geplaatst       | niet geplaatst                             | niet geplaatst                              | niet geplaatst |
| Veniamin Reshetnikov                                                       | sabel       | bye                  | El-Sissy V 13 - 15   | niet geplaatst         | niet geplaatst       | niet geplaatst                             | niet geplaatst                              | niet geplaatst |
| Dmitriy Danilenko Kamil Ibragimov Konstantin Lokhanov Veniamin Reshetnikov | sabel team  | n.v.t.               | n.v.t.               | bye                    | Duitsland V 28 - 45  | Kwalificatie plaats 5 - 8 Egypte V 41 - 45 | Wedstrijd om plaats 7 Verenigde Staten V WO | 7              |

Vrouwen
| atlete                                                                     | onderdeel   | eerste ronde         | tweede ronde         | derde ronde          | kwartfinale          | halve finale                              | finale / BM                              | finale / BM    |
| atlete                                                                     | onderdeel   | tegenstander uitslag | tegenstander uitslag | tegenstander uitslag | tegenstander uitslag | tegenstander uitslag                      | tegenstander uitslag                     | rang           |
| -------------------------------------------------------------------------- | ----------- | -------------------- | -------------------- | -------------------- | -------------------- | ----------------------------------------- | ---------------------------------------- | -------------- |
| Violetta Kolobova                                                          | degen       | bye                  | Jarecka V 11 - 15    | niet geplaatst       | niet geplaatst       | niet geplaatst                            | niet geplaatst                           | niet geplaatst |
| Yulia Lichagina                                                            | degen       | bye                  | Navarria V 12 - 15   | niet geplaatst       | niet geplaatst       | niet geplaatst                            | niet geplaatst                           | niet geplaatst |
| Aizanat Murtazaeva                                                         | degen       | Hsieh W 14 - 7       | Choi I-j W 15 - 11   | Hurley W 12 - 11     | Kong W 15 - 10       | Sun Y V 8 - 12                            | Lehis V 8 - 15                           | 4              |
| Violetta Khrapina Violetta Kolobova Yulia Lichagina Aizanat Murtazaeva     | degen team  | n.v.t.               | n.v.t.               | n.v.t.               | Italië V 31 - 33     | Kwalificatie plaats 5 - 8 Polen V 25 - 31 | Wedstrijd om plaats 7 Hongkong V 27 - 28 | 8              |
| Inna Deriglazova                                                           | floret      | bye                  | Jelińska W 15 - 8    | Kreiss W 15 - 10     | Jeon H-s W 15 - 7    | Volpi W 15 - 10                           | Kiefer V 13 - 15                         | Zilver         |
| Larisa Korobeynikova                                                       | floret      | bye                  | Boubakri W 15 - 3    | Thibus W 15 - 12     | Ryan W 15 - 11       | Kiefer V 6 - 15                           | Volpi W 15 - 14                          | Brons          |
| Adelina Zagidullina                                                        | floret      | bye                  | van Erven W 15 - 8   | Ryan V 9 - 15        | niet geplaatst       | niet geplaatst                            | niet geplaatst                           | niet geplaatst |
| Inna Deriglazova Larisa Korobeynikova Marta Martyanova Adelina Zagidullina | team floret | n.v.t.               | n.v.t.               | n.v.t.               | Egypte W 45 - 21     | Verenigde Staten W 45 - 42                | Frankrijk W 45 - 34                      | Goud           |
| Olga Nikitina                                                              | sabel       | bye                  | Wozniak W 15 - 14    | Bashta W 15 - 13     | Brunet V 5 - 15      | niet geplaatst                            | niet geplaatst                           | niet geplaatst |
| Sofia Pozdniakova                                                          | sabel       | bye                  | Gregorio W 15 - 12   | Yang H W 15 - 8      | Qian J W 15 - 12     | Brunet W 15 - 10                          | Velikaya V 11 - 15                       | Goud           |
| Sofya Velikaya                                                             | sabel       | bye                  | Katona W 15 - 4      | Vecchi W 15 - 12     | Zagunis W 15 - 8     | Márton W 15 - 8                           | Sofia Pozdniakova V 11 - 15              | Zilver         |
| Olga Nikitina Sofia Pozdniakova Sofya Velikaya                             | team sabel  | n.v.t.               | n.v.t.               | bye                  | Japan W 45 - 34      | Zuid-Korea W 45 -26                       | Frankrijk W 45 - 41                      | Goud           |

### Schietsport
Mannen
| atlete               | onderdeel               | kwalificaties | kwalificaties | finale         | finale         |
| atlete               | onderdeel               | punten        | rang          | punten         | rang           |
| -------------------- | ----------------------- | ------------- | ------------- | -------------- | -------------- |
| Artem Chernousov     | 10 m luchtpistool       | 577           | 11            | niet geplaatst | niet geplaatst |
| Vadim Mukhametyanov  | 10 m luchtpistool       | 573           | 23            | niet geplaatst | niet geplaatst |
| Vladimir Maslennikov | 10 m luchtgeweer        | 629,8         | 6 Q           | 123,0          | 8              |
| Sergey Kamenskiy     | 10 m luchtgeweer        | 628,7         | 10            | niet geplaatst | niet geplaatst |
| Sergey Kamenskiy     | 50 m geweer 3 houdingen | 1183          | 1 Q           | 464,2          | Zilver         |
| Leonid Ekimov        | 25 m snelvuurpistool    | 578           | 11            | niet geplaatst | niet geplaatst |
| Alexey Alipov        | trap                    | 122 (+10)     | 8             | niet geplaatst | niet geplaatst |

Vrouwen
| atlete                 | onderdeel               | kwalificaties | kwalificaties | finale         | finale         |
| atlete                 | onderdeel               | punten        | rang          | punten         | rang           |
| ---------------------- | ----------------------- | ------------- | ------------- | -------------- | -------------- |
| Vitalina Batsarashkina | 10 m luchtpistool       | 582           | 3 Q           | 240,3 OR       | Goud           |
| Vitalina Batsarashkina | 25 m pistool            | 586           | 3 Q           | 38 (+4) OR     | Goud           |
| Margarita Chernousova  | 10 m luchtpistool       | 565           | 35            | niet geplaatst | niet geplaatst |
| Margarita Chernousova  | 25 m pistool            | 580           | 19            | niet geplaatst | niet geplaatst |
| Anastasiia Galashina   | 10 m luchtgeweer        | 628,5         | 8 Q           | 251,1          | Zilver         |
| Yulia Karimova         | 10 m luchtgeweer        | 627,1         | 13            | niet geplaatst | niet geplaatst |
| Yulia Karimova         | 50 m geweer 3 houdingen | 1177          | 4 Q           | 450,3          | Brons          |
| Yulia Zykova           | 50 m geweer 3 houdingen | 1182 OR       | 1 Q           | 461,9          | Zilver         |
| Zilia Batyrshina       | skeet                   | 117           | 15            | niet geplaatst | niet geplaatst |
| Natalia Vinogradova    | skeet                   | 120+1         | 6 Q           | 17             | 6              |
| Daria Semianova        | trap                    | 116           | 15            | niet geplaatst | niet geplaatst |
| Ekaterina Subbotina    | trap                    | 116           | 17            | niet geplaatst | niet geplaatst |

Gemengd
| atleet                                    | onderdeel         | kwalificatie 1 | kwalificatie 1 | kwalificatie 2 | kwalificatie 2 | finale                      | finale         |
| atleet                                    | onderdeel         | punten         | rang           | punten         | rang           | punten                      | rang           |
| ----------------------------------------- | ----------------- | -------------- | -------------- | -------------- | -------------- | --------------------------- | -------------- |
| Sergey Kamenskiy Yulia Karimova           | 10 m luchtgeweer  | 628,9          | 6 Q            | 417,1          | 4 q            | Nam T-y - Kwon E-j W 17 - 9 | Brons          |
| Vladimir Maslennikov Anastasiia Galashina | 10 m luchtgeweer  | 629,8          | 4 Q            | 417,0          | 5              | niet geplaatst              | niet geplaatst |
| Vitalina Batsarashkina Artem Chernousov   | 10 m luchtpistool | 581            | 2 Q            | 386            | 2 Q            | Pang W - Jiang R V 14 - 16  | Zilver         |
| Margarita Chernousova Anton Aristarkhov   | 10 m luchtpistool | 566            | 15             | niet geplaatst | niet geplaatst | niet geplaatst              | niet geplaatst |
| Alexey Alipov Daria Semianova             | trap              | 142            | 11             | n.v.t.         | n.v.t.         | niet geplaatst              | niet geplaatst |
| Ekaterina Subbotina Maxim Kabatskiy       | trap              | 139            | 14             | n.v.t.         | n.v.t.         | niet geplaatst              | niet geplaatst |

### Schoonspringen
Mannen
| atleet                            | onderdeel                | series | series | halve finale   | halve finale   | finale         | finale         |
| atleet                            | onderdeel                | punten | rang   | punten         | rang           | punten         | rang           |
| --------------------------------- | ------------------------ | ------ | ------ | -------------- | -------------- | -------------- | -------------- |
| Evgeny Kuznetsov                  | 3 m plank                | 444,75 | 7 Q    | 453,85         | 5 Q            | 461,90         | 5              |
| Nikita Shleikher                  | 3 m plank                | 339,70 | 24     | niet geplaatst | niet geplaatst | niet geplaatst | niet geplaatst |
| Aleksandr Bondar                  | 10 m toren               | 513,85 | 3 Q    | 464,10         | 3 Q            | 514,50         | 4              |
| Viktor Minibaev                   | 10 m toren               | 391,95 | 14 Q   | 447,50         | 5 Q            | 495,85         | 5              |
| Evgeny Kuznetsov Nikita Shleikher | 3 meter plank synchroon  | n.v.t. | n.v.t. | n.v.t.         | n.v.t.         | 331,08         | 8              |
| Aleksandr Bondar Viktor Minibaev  | 10 meter toren synchroon | n.v.t. | n.v.t. | n.v.t.         | n.v.t.         | 439,92         | Brons          |

Vrouwen
| atlete            | onderdeel  | series | series | halve finale   | halve finale   | finale         | finale         |
| atlete            | onderdeel  | punten | rang   | punten         | rang           | punten         | rang           |
| ----------------- | ---------- | ------ | ------ | -------------- | -------------- | -------------- | -------------- |
| Mariia Poliakova  | 3 m plank  | 288,55 | 13 Q   | 290,10         | 11 Q           | 284,05         | 10             |
| Anna Konanykhina  | 10 m toren | 252,85 | 25     | niet geplaatst | niet geplaatst | niet geplaatst | niet geplaatst |
| Yulia Timoshinina | 10 m toren | 313,20 | 8 Q    | 319,80         | 6 Q            | 263,00         | 11             |

### Synchroonzwemmen
| atlete | onderdeel | technische routine | technische routine | vrije routine (voorronde) | vrije routine (voorronde) | vrije routine (voorronde) | vrije routine (finale) | vrije routine (finale)    | vrije routine (finale) |
| atlete | onderdeel | punten             | rang               | punten                    | totaal (technisch + vrij) | rang                      | punten                 | totaal (technisch + vrij) | rang                   |
| --- | --------- | ------------------ | ------------------ | ------------------------- | ------------------------- | ------------------------- | ---------------------- | ------------------------- | ---------------------- |
| Svetlana Kolesnichenko Svetlana Romashina | duet      | 97,9000            | 1                  | 97,1079                   | 195,0079                  | 1 Q                       | 98,8000                | 195,9079                  | Goud                   |
| Vlada Chigireva Marina Goliadkina Svetlana Kolesnichenko Polina Komar Alexandra Patskevich Svetlana Romashina Alla Shishkina Maria Shurochkina | team      | 97,279             | 1                  | n.v.t.                    | n.v.t.                    | n.v.t.                    | 98,8000                | 196,0979                  | Goud                   |

### Taekwondo
Mannen
| atleet            | onderdeel | eerste ronde         | kwartfinale          | halve finale         | herkansing           | finale / BM           | finale / BM |
| atleet            | onderdeel | tegenstander uitslag | tegenstander uitslag | tegenstander uitslag | tegenstander uitslag | tegenstander uitslag  | rang        |
| ----------------- | --------- | -------------------- | -------------------- | -------------------- | -------------------- | --------------------- | ----------- |
| Mikhail Artamonov | -58 kg    | Jendoubi V 18 - 25   | niet geplaatst       | niet geplaatst       | Demse W 27 - 5       | Gúzman W 15 - 10      | Brons       |
| Maksim Khramtsov  | -80 kg    | Sawadogo W 13 - 6    | Kanaet W 22 - 0      | Eissa W 13 - 1       | bye                  | Al-Sharabaty W 20 - 9 | Goud        |
| Vladislav Larin   | +80 kg    | Taufatofua W 24 - 3  | Trajkovič W 16 - 3   | Hongyi W 30 - 3      | bye                  | Georgievski W 15 - 9  | Goud        |

Vrouwen
| atleet         | onderdeel | eerste ronde         | kwartfinale           | halve finale         | herkansing           | finale / BM          | finale / BM |
| atleet         | onderdeel | tegenstander uitslag | tegenstander uitslag  | tegenstander uitslag | tegenstander uitslag | tegenstander uitslag | rang        |
| -------------- | --------- | -------------------- | --------------------- | -------------------- | -------------------- | -------------------- | ----------- |
| Tatiana Minina | -57 kg    | Tzeli W 15 - 7       | Ben Yessouf W 15 - 10 | Alizadeh W 10 - 3    | bye                  | Zolotic V 17 - 25    | Zilver      |

### Tafeltennis
Mannen
| atleet          | onderdeel | voorronde            | eerste ronde         | tweede ronde         | derde ronde          | vierde ronde         | kwartfinale          | halve finale         | finale / BM          | finale / BM    |
| atleet          | onderdeel | tegenstander uitslag | tegenstander uitslag | tegenstander uitslag | tegenstander uitslag | tegenstander uitslag | tegenstander uitslag | tegenstander uitslag | tegenstander uitslag | rang           |
| --------------- | --------- | -------------------- | -------------------- | -------------------- | -------------------- | -------------------- | -------------------- | -------------------- | -------------------- | -------------- |
| Kirill Skachkov | enkelspel | bye                  | Levajac W 4 - 2      | Jha W 4 - 2          | Ovtcharov V 0 - 4    | niet geplaatst       | niet geplaatst       | niet geplaatst       | niet geplaatst       | niet geplaatst |

Vrouwen
| atlete            | onderdeel | voorronde            | eerste ronde         | tweede ronde         | derde ronde          | vierde ronde         | kwartfinale          | halve finale         | finale / BM          | finale / BM    |
| atlete            | onderdeel | tegenstander uitslag | tegenstander uitslag | tegenstander uitslag | tegenstander uitslag | tegenstander uitslag | tegenstander uitslag | tegenstander uitslag | tegenstander uitslag | rang           |
| ----------------- | --------- | -------------------- | -------------------- | -------------------- | -------------------- | -------------------- | -------------------- | -------------------- | -------------------- | -------------- |
| Polina Mikhailova | enkelspel | bye                  | bye                  | Jia V 3 - 4          | niet geplaatst       | niet geplaatst       | niet geplaatst       | niet geplaatst       | niet geplaatst       | niet geplaatst |
| Yana Noskova      | enkelspel | bye                  | Pavade W 4 - 2       | Mo V 3 - 4           | niet geplaatst       | niet geplaatst       | niet geplaatst       | niet geplaatst       | niet geplaatst       | niet geplaatst |

### Tennis
Mannen
| atlete                           | onderdeel  | eerste ronde             | tweede ronde                               | derde ronde                 | kwartfinale                   | halve finale             | finale / BM          | finale / BM    |
| atlete                           | onderdeel  | tegenstander uitslag     | tegenstander uitslag                       | tegenstander uitslag        | tegenstander uitslag          | tegenstander uitslag     | tegenstander uitslag | rang           |
| -------------------------------- | ---------- | ------------------------ | ------------------------------------------ | --------------------------- | ----------------------------- | ------------------------ | -------------------- | -------------- |
| Aslan Karatsev                   | enkelspel  | Paul W 6-3, 6-2          | Chardy V 5-7, 6-4, 3-6                     | niet geplaatst              | niet geplaatst                | niet geplaatst           | niet geplaatst       | niet geplaatst |
| Karen Chatsjanov                 | enkelspel  | Nishioka W 3-6, 6-1, 6-2 | Duckworth W 7-5, 6-1                       | Schwartzman W 6-1, 2-6, 6-1 | Humbert W 7-6(7-4), 4-6, 6-3  | Carreño Busta W 6-3, 6-3 | Zverev V 3-6, 1-6    | Zilver         |
| Daniil Medvedev                  | enkelspel  | Boeblik W 6-4, 7-6(10-8) | Nagal W 6-2, 6-1                           | Fognini W 6-2, 3-6, 6-2     | Carreño Busta V 2-6, 6-7(5-7) | niet geplaatst           | niet geplaatst       | niet geplaatst |
| Andrej Roebljov                  | enkelspel  | Nishikori V 3-4, 4-6     | niet geplaatst                             | niet geplaatst              | niet geplaatst                | niet geplaatst           | niet geplaatst       | niet geplaatst |
| Aslan Karatsev Daniil Medvedev   | dubbelspel | n.v.t.                   | Klein / Polášek V 5-7, 4-6                 | niet geplaatst              | niet geplaatst                | niet geplaatst           | niet geplaatst       | niet geplaatst |
| Karen Chatsjanov Andrej Roebljov | dubbelspel | n.v.t.                   | Ram / Tiafoe V 7-6(7-3), 6-7(5-7), [10-12] | niet geplaatst              | niet geplaatst                | niet geplaatst           | niet geplaatst       | niet geplaatst |

Vrouwen
| atlete                               | onderdeel  | eerste ronde                   | tweede ronde                    | derde ronde                          | kwartfinale                          | halve finale                              | finale / BM                          | finale / BM    |
| atlete                               | onderdeel  | tegenstander uitslag           | tegenstander uitslag            | tegenstander uitslag                 | tegenstander uitslag                 | tegenstander uitslag                      | tegenstander uitslag                 | rang           |
| ------------------------------------ | ---------- | ------------------------------ | ------------------------------- | ------------------------------------ | ------------------------------------ | ----------------------------------------- | ------------------------------------ | -------------- |
| Jekaterina Alexandrova               | enkelspel  | Mertens W 4-6, 6-4, 6-4        | Podoroska V 1-6, 3-6            | niet geplaatst                       | niet geplaatst                       | niet geplaatst                            | niet geplaatst                       | niet geplaatst |
| Veronika Koedermetova                | enkelspel  | Muguruza V 5-7, 5-7            | niet geplaatst                  | niet geplaatst                       | niet geplaatst                       | niet geplaatst                            | niet geplaatst                       | niet geplaatst |
| Anastasija Pavljoetsjenkova          | enkelspel  | Errani W 6-0, 6-1              | Friedsam 'W 6-1, 6-1            | Sorriber Tormo W 6-1, 6-3            | Bencic V 0-6, 6-3, 3-6               | niet geplaatst                            | niet geplaatst                       | niet geplaatst |
| Jelena Vesnina                       | enkelspel  | Ostapenko W 6-4, 6-7(2-7), 6-4 | Giorgi V 3-6, 1-6               | niet geplaatst                       | niet geplaatst                       | niet geplaatst                            | niet geplaatst                       | niet geplaatst |
| Jelena Vesnina Veronika Koedermetova | dubbelspel | n.v.t.                         | Siegemund / Friedsam W 6-2, 7-5 | Bertens / Schuurs W 2-6, 6-3, [10-7] | L Kitsjenok / N Kitsjenok W 6-2, 6-1 | Krejčíková / Siniaková V 3-6, 6-3, [6-10] | Pigossi / Stefani V 6-4, 4-6, [9-11] | 4              |

Gemengd
| atlete                                        | onderdeel  | eerste ronde                     | kwartfinale                                   | halve finale                          | finale / BM                                          | finale / BM |
| atlete                                        | onderdeel  | tegenstander uitslag             | tegenstander uitslag                          | tegenstander uitslag                  | tegenstander uitslag                                 | rang        |
| --------------------------------------------- | ---------- | -------------------------------- | --------------------------------------------- | ------------------------------------- | ---------------------------------------------------- | ----------- |
| Aslan Karatsev Jelena Vesnina                 | dubbelspel | Mahut / Mladenovic W 6-4, 6-2    | Kubot / Świątek W 6-4, 6-4                    | Djokovic / Stojanović W 7-6(7-4), 7-5 | Roebljov / Pavljoetsjenkova V 3-6, 7-6(7-5), [11-13] | Zilver      |
| Andrej Roebljov / Anastasija Pavljoetsjenkova | dubbelspel | Dodig / Jurak W 5-7, 6-4, [11-9] | McLachlan / Shibahara W 7-5, 6-7(0-7), [10-8] | Peers / Barty W 5-7, 6-4, [13-11]     | Karatsev / Vesnina W 6-3, 6-7(5-7), [13-11]          | Goud        |

### Triatlon
Individueel
| Atleet               | Evenement | Zwemmen(1.5 km) | Rang 1 | Fietsen (40 km) | Rang 2 | Lopen(10 km) | Totaal Tijd | Ranking |
| -------------------- | --------- | --------------- | ------ | --------------- | ------ | ------------ | ----------- | ------- |
| Dmitry Polyanski     | Mannen    | 17.40           |        | 55.49           |        | 30.08        | 1.48.46     | 32      |
| Igor Polyanski       | Mannen    | 17.47           |        | 58.30           |        | 34.34        | 1.57.07     | DSQ     |
| Anastasia Gorbunova  | Vrouwen   | 19.37           |        | DNF             | DNF    | DNF          | DNF         | DNF     |
| Alexandra Razarenova | Vrouwen   | 20.17           |        | LAPPED          | LAPPED | LAPPED       | LAPPED      | LAPPED  |

Gemengd
| Atleet               | Evenement   | Zwemmen (250 m) | Rang 1 | Fietsen (7 km) | Rang 2 | Lopen (1.5 km) | Totaal Groeps tijd | Ranking |
| -------------------- | ----------- | --------------- | ------ | -------------- | ------ | -------------- | ------------------ | ------- |
| Dmitry Polyanski     | Mixed relay | 3.57            |        | 9.56           |        | 5.40           | 1.27.13            | DSQ     |
| Igor Polyanski       | Mixed relay | 3.53            |        | 9.48           |        | 6.10           | 1.27.13            | DSQ     |
| Anastasia Gorbunova  | Mixed relay | 4.34            |        | 10.57          |        | 6.47           | 1.27.13            | DSQ     |
| Alexandra Razarenova | Mixed relay | 3.59            |        | 10.30          |        | 6.25           | 1.27.13            | DSQ     |

### Volleybal

#### Beachvolleybal
Mannen
| atleten                                  | onderdeel | eerste ronde | eerste ronde | herkansingen         | achtste finale                   | kwartfinale                    | halve finale                     | finale / BM                | finale / BM    |
| atleten                                  | onderdeel | tegenstander uitslag                                                                                                | stand        | tegenstander uitslag | tegenstander uitslag             | tegenstander uitslag           | tegenstander uitslag             | tegenstander uitslag       | rang           |
| ---------------------------------------- | --------- | --- | ------------ | -------------------- | -------------------------------- | ------------------------------ | -------------------------------- | -------------------------- | -------------- |
| Ilja Lesjoekov Konstantin Semjonov       | mannen    | Herrera – Gavira W 21-19, 22-20 McHugh – Schumann W 21-14, 21-16 Mol – Sørum W 21-19, 21-19                         | 1 Q          | bye                  | Grimalt - Grimalt W 21-16, 21-16 | Mol – Sørum V 17-21, 19-21     | niet geplaatst                   | niet geplaatst             | niet geplaatst |
| Vjatsjeslav Krasilnikov Oleg Stojanovski | mannen    | Gaxiola - Rubio W 24-26, 21-15, 18-16 Pļaviņš - Točs V 21-13, 19-21, 11-15 Perušič - Schweiner W 19-21, 21-13, 15-8 | 1 Q          | bye                  | Gavira - Herrera W 22-20, 21-17  | Thole - Wickler W 21-16, 21-19 | Tijan - Younousse W 21-19, 21-17 | Mol – Sørum V 17-21, 18-21 | Zilver         |

Vrouwen
| atleten                                  | onderdeel | eerste ronde | eerste ronde | herkansingen         | achtste finale                              | kwartfinale          | halve finale         | finale / BM          | finale / BM    |
| atleten                                  | onderdeel | tegenstander uitslag | stand        | tegenstander uitslag | tegenstander uitslag                        | tegenstander uitslag | tegenstander uitslag | tegenstander uitslag | rang           |
| ---------------------------------------- | --------- | --- | ------------ | -------------------- | ------------------------------------------- | -------------------- | -------------------- | -------------------- | -------------- |
| Svetlana Cholomina Nadezjda Makrogoezova | vrouwen   | Menegatti – Orsi Toth W 21-18, 21-15 Echevarría – Martínez W 21-16, 21-11 Artacho del Solar – Clancy W 21-8, 15-21, 15,12 | 1 Q          | bye                  | Graudiņa - Kravčenoka V 21-16, 17-21, 13-15 | niet geplaatst       | niet geplaatst       | niet geplaatst       | niet geplaatst |

#### Zaalvolleybal
Mannen
| Atleten | Discipline | Resultaat | Prestatie |
| --- | ---------- | --------- | --------- |
| Yaroslav Podlesnykh Artem Volvich Dmitry Volkov Ivan Iakovlev Denis Bogdan Pavel Pankov Viktor Poletaev Maksim Mikhaylov Egor Kliuka Ilyas Kurkaev Valentin Golubev Igor Kobzar | zaal       | Zilver    | zie onder |

| # | Ploeg            | Punten | Wedstrijden | Wedstrijden | Wedstrijden | Sets | Sets | Sets  |
| # | Ploeg            | Punten | G           | W           | V           | W    | V    | Ratio |
| - | ---------------- | ------ | ----------- | ----------- | ----------- | ---- | ---- | ----- |
| 1 | Russische ploeg  | 12     | 5           | 4           | 1           | 13   | 5    | +8    |
| 2 | Brazilië         | 10     | 5           | 4           | 1           | 12   | 8    | +4    |
| 3 | Argentinië       | 8      | 5           | 3           | 2           | 12   | 10   | +2    |
| 4 | Frankrijk        | 8      | 5           | 2           | 3           | 10   | 10   | 0     |
| 5 | Verenigde Staten | 6      | 5           | 2           | 3           | 8    | 10   | -2    |
| 6 | Tunesië          | 1      | 5           | 0           | 5           | 3    | 15   | -12   |

| Ronde           | Datum           | Lokale tijd | MEZT             | Land      | Score           | Land            |
| --------------- | --------------- | ----------- | ---------------- | --------- | --------------- | --------------- |
| Groepsfase      |                 |             |                  |           |                 |                 |
| 24 juli 2021    | 14:20           | 07:20       | Russische ploeg  | 3 - 1     | Argentinië      |                 |
| 26 juli 2021    | 11:05           | 03:05       | Verenigde Staten | 1 - 3     | Russische ploeg |                 |
| 28 juli 2021    | 22:16           | 15:16       | Brazilië         | 0 - 3     | Russische ploeg |                 |
| 30 juli 2021    | 22:35           | 15:35       | Russische ploeg  | 1 - 3     | Frankrijk       |                 |
| 1 augustus 2021 | 14:25           | 07:25       | Russische ploeg  | 3 - 0     | Tunesië         |                 |
|                 |                 |             |                  |           |                 |                 |
| Kwartfinale     | 3 augustus 2021 | 14:25       | 07:25            | Canada    | 0 - 3           | Russische ploeg |
|                 |                 |             |                  |           |                 |                 |
| Halve finale    | 5 augustus 2021 | 13:00       | 06:00            | Brazilië  | 1 - 3           | Russische ploeg |
|                 |                 |             |                  |           |                 |                 |
| Finale          | 7 augustus 2021 | 21:15       | 14:15            | Frankrijk | 3 - 2           | Russische ploeg |

Vrouwen
| Atleten | Discipline | Resultaat   | Prestatie |
| --- | ---------- | ----------- | --------- |
| Daria Pilipenko Polina Matveeva Irina Koroleva Natalia Goncharova Arina Fedorovtseva Anna Lazareva Yevgeniya Startseva Irina Fetisova Irina Voronkova Anna Podkopaeva Ksenia Smirnova Ekaterina Enina | zaal       | kwartfinale | zie onder |

| # | Ploeg            | Punten | Wedstrijden | Wedstrijden | Wedstrijden | Sets | Sets | Sets  |
| # | Ploeg            | Punten | G           | W           | V           | W    | V    | Ratio |
| - | ---------------- | ------ | ----------- | ----------- | ----------- | ---- | ---- | ----- |
| 1 | Verenigde Staten | 10     | 5           | 4           | 1           | 12   | 7    | +5    |
| 2 | Italië           | 10     | 5           | 3           | 2           | 11   | 7    | +4    |
| 3 | Turkije          | 9      | 5           | 3           | 2           | 12   | 8    | +4    |
| 4 | Servië           | 9      | 5           | 3           | 2           | 11   | 8    | +3    |
| 5 | China            | 7      | 5           | 2           | 3           | 8    | 9    | -1    |
| 6 | Argentinië       | 0      | 5           | 0           | 5           | 0    | 15   | -15   |

| Ronde           | Datum           | Lokale tijd    | MEZT             | Land           | Score           | Land            |
| --------------- | --------------- | -------------- | ---------------- | -------------- | --------------- | --------------- |
| Groepsfase      |                 |                |                  |                |                 |                 |
| 25 juli 2021    | 09:00           | 02:00          | Russische ploeg  | 0 - 3          | Italië          |                 |
| 27 juli 2021    | 09:00           | 02:00          | Russische ploeg  | 3 - 0          | Argentinië      |                 |
| 29 juli 2021    | 16:25           | 09:25          | China            | 2 - 3          | Russische ploeg |                 |
| 31 juli 2021    | 11:05           | 04:05          | Verenigde Staten | 0 - 3          | Russische ploeg |                 |
| 2 augustus 2021 | 14:20           | 07:20          | Russische ploeg  | 2 - 3          | Turkije         |                 |
| Kwartfinale     | 4 augustus 2021 | 21:30          | 14:30            | Brazilië       | 3 - 1           | Russische ploeg |
| Halve finale    | niet geplaatst  | niet geplaatst | niet geplaatst   | niet geplaatst | niet geplaatst  | niet geplaatst  |
| Finale          | niet geplaatst  | niet geplaatst | niet geplaatst   | niet geplaatst | niet geplaatst  | niet geplaatst  |

### Waterpolo
Vrouwen
| Atleten | Onderdeel | Resultaat | Prestatie |
| --- | --------- | --------- | --------- |
| Evgeniia Golovina Maria Bersneva Ekaterina Prokofyeva Elvina Karimova Veronika Vakhitova Anastasia Fedotova Alena Serzhantova Anastasia Simanovich Anna Timofeeva Evgeniya Soboleva Evgeniya Ivanova Nadezhda Glyzina Anna Karnaukh | vrouwen   | 4         | zie onder |

| Groep |                  |             |             |             |            |            |            |            |        |
| #     | Land             | Wedstrijden | Wedstrijden | Wedstrijden | Doelpunten | Doelpunten | Doelpunten | Doelpunten | Punten |
| #     | Land             | G           | W           | G           | V          | V          | T          | Saldo      | Punten |
| 1     | Verenigde Staten | 4           | 3           | 0           | 1          | 64         | 26         | +38        | 6      |
| 2     | Hongarije        | 4           | 2           | 1           | 1          | 46         | 43         | +3         | 5      |
| 3     | Russische ploeg  | 4           | 2           | 1           | 1          | 53         | 61         | -8         | 5      |
| 4     | China            | 4           | 2           | 0           | 2          | 51         | 50         | +1         | 4      |
| 5     | Japan            | 4           | 0           | 0           | 4          | 44         | 78         | -34        | 0      |

| Ronde           | Datum           | Lokale tijd | MEZT             | Land            | Score           | Land             |  |
| --------------- | --------------- | ----------- | ---------------- | --------------- | --------------- | ---------------- |  |
| groepsfase      |                 |             |                  |                 |                 |                  |  |
| 24 juli 2021    | 19:50           | 12:50       | China            | 17 - 18         | Russische ploeg |                  |  |
| 26 juli 2021    | 15:30           | 08:30       | Russische ploeg  | 10 - 10         | Hongarije       |                  |  |
| 30 juli 2021    | 15:30           | 08:30       | Verenigde Staten | 18 - 5          | Russische ploeg |                  |  |
| 1 augustus 2021 | 18:20           | 11:20       | Russische ploeg  | 20 - 16         | Japan           |                  |  |
|                 |                 |             |                  |                 |                 |                  |  |
| kwartfinale     | 3 augustus 2021 | 19:50       | 12:50            | Australië       | 8 - 9           | Russische ploeg  |  |
|                 |                 |             |                  |                 |                 |                  |  |
| halve finale    | 5 augustus 2021 | 15:30       | 08:30            | Russische ploeg | 11 - 15         | Verenigde Staten |  |
|                 |                 |             |                  |                 |                 |                  |  |
| bronzen finale  | 7 augustus 2021 | 13:40       | 06:40            | Hongarije       | 11 - 9          | Russische ploeg  |  |

### Wielersport

#### Baanwielrennen
Mannen
Sprint
| atleet             | onderdeel | kwalificaties | kwalificaties | ronde 1              | herkansing 1         | ronde 2              | herkansing 2         | achtste finale       | herkansing 3         | kwartfinale          | halve finale         | finale               | finale         |
| atleet             | onderdeel | tijd          | rang          | tegenstander uitslag | tegenstander uitslag | tegenstander uitslag | tegenstander uitslag | tegenstander uitslag | tegenstander uitslag | tegenstander uitslag | tegenstander uitslag | tegenstander uitslag | rang           |
| ------------------ | --------- | ------------- | ------------- | -------------------- | -------------------- | -------------------- | -------------------- | -------------------- | -------------------- | -------------------- | -------------------- | -------------------- | -------------- |
| Denis Dmitrjev     | sprint    | 9,331         | 5 Q           | Helal W 9,859        | bye                  | Wammes W 10,127      | bye                  | Kenny W 9,828        | bye                  | Paul W 2 - 1         | Hoogland V 0 - 2     | Carlin V 0 - 2       | 4              |
| Pavel Jakoesjevski | sprint    | 9,723         | 25            | niet geplaatst       | niet geplaatst       | niet geplaatst       | niet geplaatst       | niet geplaatst       | niet geplaatst       | niet geplaatst       | niet geplaatst       | niet geplaatst       | niet geplaatst |

Teamsprint
| atleet                                           | onderdeel  | kwalificatie | kwalificatie | halve finale       | halve finale | bronzen finale    | bronzen finale |
| atleet                                           | onderdeel  | tijd         | rang         | tegenstander tijd  | rang         | tegenstander tijd | rang           |
| ------------------------------------------------ | ---------- | ------------ | ------------ | ------------------ | ------------ | ----------------- | -------------- |
| Denis Dmitrjev Ivan Gladysjev Pavel Jakoesjevski | teamsprint | 43,097       | 6 Q          | Australië V 42,915 | 6 FC         | Duitsland V       | 6              |

Keirin
| atleet         | onderdeel | ronde 1 | herkansing | kwartfinale    | halve finale   | finale         |
| atleet         | onderdeel | rang    | rang       | rang           | rang           | rang           |
| -------------- | --------- | ------- | ---------- | -------------- | -------------- | -------------- |
| Denis Dmitrjev | keirin    | 2 Q     | bye        | 6              | niet geplaatst | niet geplaatst |
| Ivan Gladysjev | keirin    | 6 H     | 4          | niet geplaatst | niet geplaatst | niet geplaatst |

Vrouwen
Sprint
| atlete            | onderdeel | kwalificaties | kwalificaties | ronde 1              | herkansing 1         | ronde 2              | herkansing 2         | ronde 3              | herkansing 3         | kwartfinale          | halve finale         | finale               | finale         |
| atlete            | onderdeel | tijd          | rang          | tegenstander uitslag | tegenstander uitslag | tegenstander uitslag | tegenstander uitslag | tegenstander uitslag | tegenstander uitslag | tegenstander uitslag | tegenstander uitslag | tegenstander uitslag | rang           |
| ----------------- | --------- | ------------- | ------------- | -------------------- | -------------------- | -------------------- | -------------------- | -------------------- | -------------------- | -------------------- | -------------------- | -------------------- | -------------- |
| Darja Sjmeleva    | sprint    | 10,667        | 12 Q          | Anastasia Vojnova V  | Godby Lee H-j V      | niet geplaatst       | niet geplaatst       | niet geplaatst       | niet geplaatst       | niet geplaatst       | niet geplaatst       | niet geplaatst       | niet geplaatst |
| Anastasia Vojnova | sprint    | 10,669        | 13 Q          | Sjmeleva W 11,340    | bye                  | Genest V             | Kobayashi W 11,117   | Friedrich V          | Gros Genest V        | niet geplaatst       | niet geplaatst       | niet geplaatst       | niet geplaatst |

Teamsprint
| atleet                           | onderdeel  | kwalificatie | kwalificatie | halve finale      | halve finale | bronzen finale     | bronzen finale |
| atleet                           | onderdeel  | tijd         | rang         | tegenstander tijd | rang         | tegenstander tijd  | rang           |
| -------------------------------- | ---------- | ------------ | ------------ | ----------------- | ------------ | ------------------ | -------------- |
| Darja Sjmeleva Anastasia Vojnova | teamsprint | 32,476       | 4 Q          | Mexico W 32,249   | 3 FB         | Nederland W 32,252 | Brons          |

Keirin
| atlete            | onderdeel | ronde 1 | herkansing | kwartfinale    | halve finale   | finale         |
| atlete            | onderdeel | rang    | rang       | rang           | rang           | rang           |
| ----------------- | --------- | ------- | ---------- | -------------- | -------------- | -------------- |
| Darja Sjmeleva    | keirin    | 2 Q     | bye        | 3 Q            | 4 FB           | 10             |
| Anastasia Vojnova | keirin    | 3 H     | 3          | niet geplaatst | niet geplaatst | niet geplaatst |

Koppelkoers
| atlete                                  | onderdeel   | punten | rondes | rang  |
| --------------------------------------- | ----------- | ------ | ------ | ----- |
| Goelnaz Chatoentseva Maria Novolodskaja | koppelkoers | 26     | 20     | Brons |

Omnium
| atlete             | onderdeel | scratchrace | scratchrace | temporace | temporace | afvalrace | afvalrace | puntenrace | puntenrace | totaal punten | rang |
| atlete             | onderdeel | rang        | punten      | rang      | punten    | rang      | punten    | rang       | punten     | totaal punten | rang |
| ------------------ | --------- | ----------- | ----------- | --------- | --------- | --------- | --------- | ---------- | ---------- | ------------- | ---- |
| Maria Novolodskaya | omnium    | 12          | 18          | 16        | 10        | 12        | 18        | 4          | 12         | 50            | 15   |

#### BMX
Freestyle
Mannen
| atleet      | onderdeel | plaatsingsronde | plaatsingsronde | finale | finale |
| atleet      | onderdeel | score           | rang            | score  | rang   |
| ----------- | --------- | --------------- | --------------- | ------ | ------ |
| Irek Rizaev | freestyle | 81,25           | 5               | 82,40  | 6      |

Vrouwen
| atleet               | onderdeel | plaatsingsronde | plaatsingsronde | finale | finale |
| atleet               | onderdeel | score           | rang            | score  | rang   |
| -------------------- | --------- | --------------- | --------------- | ------ | ------ |
| Elizaveta Posadskikh | freestyle | 51,30           | 9               | 63,00  | 9      |

Race
Mannen
| atleet             | onderdeel | kwartfinale | kwartfinale | halve finale   | halve finale   | finale         | finale         |
| atleet             | onderdeel | punten      | rang        | punten         | rang           | uitslag        | rang           |
| ------------------ | --------- | ----------- | ----------- | -------------- | -------------- | -------------- | -------------- |
| Evgeny Kleshchenko | race      | 17          | 6           | niet geplaatst | niet geplaatst | niet geplaatst | niet geplaatst |

Vrouwen
| atlete           | onderdeel | kwartfinale | kwartfinale | halve finale   | halve finale   | finale         | finale         |
| atlete           | onderdeel | punten      | rang        | punten         | rang           | uitslag        | rang           |
| ---------------- | --------- | ----------- | ----------- | -------------- | -------------- | -------------- | -------------- |
| Natalia Afremova | race      | 12          | 4 Q         | 15             | 5              | niet geplaatst | niet geplaatst |
| Natalia Suvorova | race      | 14          | 5           | niet geplaatst | niet geplaatst | niet geplaatst | niet geplaatst |

#### Mountainbiken
Mannen
| atleet        | onderdeel    | tijd    | rang |
| ------------- | ------------ | ------- | ---- |
| Anton Sintsov | mountainbike | 1.27.41 | 11   |

Vrouwen
| atlete             | onderdeel    | tijd           | rang |
| ------------------ | ------------ | -------------- | ---- |
| Viktoria Kirsanova | mountainbike | LAPPED (1 LAP) | 30   |

#### Wegwielrennen
Mannen
| atleet           | onderdeel    | tijd     | rang |
| ---------------- | ------------ | -------- | ---- |
| Pavel Sivakov    | wegwedstrijd | 6.15.38  | 32   |
| Ilnur Zakarin    | wegwedstrijd | DNF      | DNF  |
| Aleksandr Vlasov | wegwedstrijd | 6.16.53  | 59   |
| Aleksandr Vlasov | tijdrit      | 58.55,40 | 20   |

Vrouwen
| atlete         | onderdeel    | tijd    | rang |
| -------------- | ------------ | ------- | ---- |
| Tamara Dronova | wegwedstrijd | 4.01.08 | 39   |

### Worstelen

#### Grieks-Romeins
Mannen
| atleet               | onderdeel | eerste ronde         | kwartfinale          | halve finale         | herkansing           | finale / BM          | finale / BM |
| atleet               | onderdeel | tegenstander uitslag | tegenstander uitslag | tegenstander uitslag | tegenstander uitslag | tegenstander uitslag | rang        |
| -------------------- | --------- | -------------------- | -------------------- | -------------------- | -------------------- | -------------------- | ----------- |
| Sergey Emelin        | −60 kg    | Mahmoud W 3 - 1      | Orta V 1 - 3         | niet geplaatst       | Hafizov W 3 - 1      | Ciobanu W 4 - 1      | Brons       |
| Artem Surkov         | −67 kg    | Sancho W 3 -1        | Nasibov V 1 - 3      | niet geplaatst       | Bjerrehuus W 3 - 0   | El-Sayed V 1 - 3     | 5           |
| Aleksandr Chekhirkin | −77 kg    | Leyva W 3 - 0        | Chalyan V 1 - 3      | niet geplaatst       | niet geplaatst       | niet geplaatst       | 7           |
| Musa Evloev          | −97 kg    | Melia W 3 - 1        | Szőke W 3 - 1        | Michalik W 3 - 1     | bye                  | Aleksanjan W 3 -1    | Goud        |
| Sergey Semenov       | −130 kg   | Mohamed W 3 - 1      | Kajaia V 1 - 3       | niet geplaatst       | Kuosmanen W 4 - 0    | Acosta W 3 - 1       | Brons       |

#### Vrije stijl
Mannen
| atleet               | onderdeel | eerste ronde         | kwartfinale           | halve finale         | herkansing           | finale / BM            | finale / BM |
| atleet               | onderdeel | tegenstander uitslag | tegenstander uitslag  | tegenstander uitslag | tegenstander uitslag | tegenstander uitslag   | rang        |
| -------------------- | --------- | -------------------- | --------------------- | -------------------- | -------------------- | ---------------------- | ----------- |
| Zaur Uguev           | −57 kg    | Gilman W 3 - 1       | Abdullaev W 3 - 1     | Atri W 3 - 1         | bye                  | Ravi W 3 - 1           | Goud        |
| Gadzhimurad Rashidov | −65 kg    | Tevanyan W 3 - 0     | Gadzhiev W 3 - 1      | Otoguro V 1 - 3      | bye                  | Musukaev W 3 - 0       | Brons       |
| Zaurbek Sidakov      | −74 kg    | Midana W 4 - 1       | Abdurakhmonov W 3 - 1 | Kaisanov W 4 - 0     | bye                  | Kadzimahamedau W 3 - 0 | Goud        |
| Artur Naifonov       | −86 kg    | Makojev W 3 - 0      | Göçen W 4 - 1         | Yazdani V 1 - 3      | bye                  | Shapiev W 3 - 0        | Brons       |
| Abdulrashid Sadulaev | −97 kg    | Sharipov W 3 - 0     | Odikadze W 4 - 0      | Salas W 3 - 0        | bye                  | Snyder W 3 - 1         | Goud        |
| Sergey Kozyrev       | −125 kg   | Deng Z V 1 - 3       | niet geplaatst        | niet geplaatst       | niet geplaatst       | niet geplaatst         | 11          |

Vrouwen
| atlete              | onderdeel | eerste ronde         | kwartfinale          | halve finale         | herkansing           | finale / BM          | finale / BM |
| atlete              | onderdeel | tegenstander uitslag | tegenstander uitslag | tegenstander uitslag | tegenstander uitslag | tegenstander uitslag | rang        |
| ------------------- | --------- | -------------------- | -------------------- | -------------------- | -------------------- | -------------------- | ----------- |
| Stalvira Orshush    | −50 kg    | Stadnik V 1 - 3      | niet geplaatst       | niet geplaatst       | niet geplaatst       | niet geplaatst       | 10          |
| Olga Khoroshavtseva | −53 kg    | Winchester V 1 - 3   | niet geplaatst       | niet geplaatst       | niet geplaatst       | niet geplaatst       | 10          |
| Valeria Koblova     | −57 kg    | Valencia W 3 - 1     | Kurachkina V 1 - 3   | niet geplaatst       | Malik W 3 - 1        | Nikolova V 0 - 5     | 5           |
| Lyubov Ovcharova    | −62 kg    | Kawai V 0 - 4        | niet geplaatst       | niet geplaatst       | Johansson W 3 - 1    | Yusein V 0 - 4       | 5           |
| Khanum Velieva      | 68 kg     | Lappage W 3 - 0      | Sorozonbold V 1 - 3  | niet geplaatst       | niet geplaatst       | niet geplaatst       | 8           |
| Natalia Vorobieva   | 76 kg     | Amer W 3 - 1         | Medet Kyzy V 0 - 4   | niet geplaatst       | niet geplaatst       | niet geplaatst       | 7           |

### Zeilen
Mannen
| atleet                       | onderdeel    | race | race | race | race | race | race | race | race | race | race | race   | race   | race           | netto punten | eindnotering |
| atleet                       | onderdeel    | 1    | 2    | 3    | 4    | 5    | 6    | 7    | 8    | 9    | 10   | 11     | 12     | M              | netto punten | eindnotering |
| ---------------------------- | ------------ | ---- | ---- | ---- | ---- | ---- | ---- | ---- | ---- | ---- | ---- | ------ | ------ | -------------- | ------------ | ------------ |
| Aleksandr Askerov            | RS:X         | 19   | 18   | 17   | 20   | DNF  | 18   | 20   | 15   | 19   | 22   | 19     | 23     | niet geplaatst | 208          | 19           |
| Sergey Komissarov            | Laser Radial | 24   | 16   | 17   | 6    | 15   | 6    | 13   | 7    | 4    | 29   | n.v.t. | n.v.t. | niet geplaatst | 98           | 11           |
| Denis Gribanov Pavel Sozykin | 470          | 14   | 13   | 6    | 12   | 16   | 6    | 6    | 10   | 9    | 12   | n.v.t. | n.v.t. | niet geplaatst | 90           | 12           |

Vrouwen
| atleet            | onderdeel    | race | race | race | race | race | race | race | race | race | race | race   | race   | race           | netto punten | eindnotering |
| atleet            | onderdeel    | 1    | 2    | 3    | 4    | 5    | 6    | 7    | 8    | 9    | 10   | 11     | 12     | M              | netto punten | eindnotering |
| ----------------- | ------------ | ---- | ---- | ---- | ---- | ---- | ---- | ---- | ---- | ---- | ---- | ------ | ------ | -------------- | ------------ | ------------ |
| Anna Khvorikova   | RS:X         | 18   | 10   | 5    | 26   | 23   | 24   | 25   | 25   | 25   | 20   | 23     | 26     | niet geplaatst | 224          | 22           |
| Ekaterina Zyuzina | Laser Radial | 15   | 31   | 35   | 12   | 31   | 22   | BFD  | 18   | 8    | 26   | n.v.t. | n.v.t. | niet geplaatst | 198          | 27           |

### Zwemmen
Mannen
| atleet | onderdeel          | series   | series | halve finale   | halve finale   | finale         | finale         |
| atleet | onderdeel          | tijd     | rang   | tijd           | rang           | tijd           | rang           |
| --- | ------------------ | -------- | ------ | -------------- | -------------- | -------------- | -------------- |
| Kirill Abrosimov | 10 km open water   | n.v.t.   | n.v.t. | n.v.t.         | n.v.t.         | 1.54.29,3      | 19             |
| Anton Chupkov | 100 m schoolslag   | 59,55    | 15 Q   | 59,53          | 16             | niet geplaatst | niet geplaatst |
| Anton Chupkov | 200 m schoolslag   | 2.08,54  | 5 Q    | 2.08,54        | 7 Q            | 2.07,24        | 4              |
| Kirill Prigoda | 100 m schoolslag   | 59,68    | 16 Q   | 59,44          | 11             | niet geplaatst | niet geplaatst |
| Kirill Prigoda | 200 m schoolslag   | 2.09,21  | 9 Q    | 2.08,88        | 9              | niet geplaatst | niet geplaatst |
| Grigory Tarasevich | 200 m rugslag      | 1.56,82  | 5 Q    | 1.57,06        | 12             | niet geplaatst | niet geplaatst |
| Evgeny Rylov | 200 m rugslag      | 1.56,02  | 2 Q    | 1.54,45        | 1 Q            | 1.53,07 OR     | Goud           |
| Evgeny Rylov | 100 m rugslag      | 53,22    | 7 Q    | 52,91          | 5 Q            | 51,98 ER       | Goud           |
| Kliment Kolesnikov | 100 m rugslag      | 52,15    | 1 Q    | 52,29          | 2 Q            | 52,00          | Zilver         |
| Kliment Kolesnikov | 50 m vrije slag    | 21,88    | 10 Q   | 21,82          | 9              | niet geplaatst | niet geplaatst |
| Kliment Kolesnikov | 100 m vrije slag   | 47,89    | 5 Q    | 47,11 ER       | 1 Q            | 47,44          | Brons          |
| Vladimir Morozov | 50 m vrije slag    | 21,92    | 12 Q   | 22,25          | 16             | niet geplaatst | niet geplaatst |
| Andrey Minakov | 100 m vrije slag   | 48,00    | 7 Q    | 48,03          | 10             | niet geplaatst | niet geplaatst |
| Andrey Minakov | 100 m vlinderslag  | 51,00    | 4 Q    | 51,11          | 5 Q            | 50,88          | 4              |
| Mikhail Vekovishchev | 100 m vlinderslag  | 51,89    | 18     | niet geplaatst | niet geplaatst | niet geplaatst | niet geplaatst |
| Aleksandr Kudashev | 200 m vlinderslag  | 1.55,54  | 12 Q   | 1.55,51        | 12             | niet geplaatst | niet geplaatst |
| Ivan Girev | 200 m vrije slag   | 1.47,11  | 22     | niet geplaatst | niet geplaatst | niet geplaatst | niet geplaatst |
| Martin Malyutin | 200 m vrije slag   | 1.45,50  | 6 Q    | 1.45,45        | 5 Q            | 1.45,01        | 5              |
| Martin Malyutin | 400 m vrije slag   | 3.49,49  | 22     | n.v.t.         | n.v.t.         | niet geplaatst | niet geplaatst |
| Aleksandr Yegorov | 400 m vrije slag   | 3.47,71  | 17     | n.v.t.         | n.v.t.         | niet geplaatst | niet geplaatst |
| Aleksandr Yegorov | 800 m vrije slag   | 7.49,97  | 13     | n.v.t.         | n.v.t.         | niet geplaatst | niet geplaatst |
| Aleksandr Yegorov | 1500 m vrije slag  | 15.06,55 | 19     | n.v.t.         | n.v.t.         | niet geplaatst | niet geplaatst |
| Kirill Martynychev | 1500 m vrije slag  | 14.52,66 | 8 Q    | n.v.t.         | n.v.t.         | 14.55,85       | 6              |
| Andrey Zhilkin | 200 m wisselslag   | 1.57,94  | 14 Q   | 1.59,95        | 15             | niet geplaatst | niet geplaatst |
| Maxim Stupin | 200 m wisselslag   | 1.59,39  | 29     | niet geplaatst | niet geplaatst | niet geplaatst | niet geplaatst |
| Maxim Stupin | 400 m wisselslag   | 4.16,21  | 18     | n.v.t.         | n.v.t.         | niet geplaatst | niet geplaatst |
| Vladislav Grinev Kliment Kolesnikov Andrey Minakov Vladimir Morozov Aleksandr Shchegolev*                                                | 4x100 m vrije slag | 3.13,13  | 8 Q    | n.v.t.         | n.v.t.         | 3.12,20        | 7              |
| Mikhail Dovgalyuk Ivan Girev Aleksandr Krasnykh* Martin Malyutin Evgeny Rylov Mikhail Vekovishchev*                                      | 4x200 m vrije slag | 7.05,16  | 4 Q    | n.v.t.         | n.v.t.         | 7.01,81        | Zilver         |
| Anton Chupkov* Vladislav Grinev* Kliment Kolesnikov Andrey Minakov Kirill Prigoda Evgeny Rylov Grigory Tarasevich* Mikhail Vekovishchev* | 4x100 m wisselslag | 3.31,66  | 3 Q    | n.v.t.         | n.v.t.         | 3.29,22        | 4              |

Vrouwen
| atleet                                                                                                 | onderdeel          | series   | series | halve finale   | halve finale   | finale         | finale         |
| atleet                                                                                                 | onderdeel          | tijd     | rang   | tijd           | rang           | tijd           | rang           |
| --- | ------------------ | -------- | ------ | -------------- | -------------- | -------------- | -------------- |
| Yuliya Yefimova                                                                                        | 100 m schoolslag   | 1.06,21  | 8 Q    | 1.06,34        | 5 Q            | 1.06,02        | 5              |
| Evgeniia Chikunova                                                                                     | 100 m schoolslag   | 1.06,16  | 6 Q    | 1.06,47        | 6 Q            | 1.05,90        | 4              |
| Evgeniia Chikunova                                                                                     | 200 m schoolslag   | 2.22,16  | 3 Q    | 2.20,57        | 2 Q            | 2.20,88        | 4              |
| Maria Temnikova                                                                                        | 200 m schoolslag   | 2.23,13  | 7 Q    | 2.24,69        | 11             | niet geplaatst | niet geplaatst |
| Daria K Ustinova                                                                                       | 200 m rugslag      | 2.13,72  | 22     | niet geplaatst | niet geplaatst | niet geplaatst | niet geplaatst |
| Anastasia Fesikova                                                                                     | 100 m rugslag      | 59,92    | 13 Q   | 1.00,20        | 14             | niet geplaatst | niet geplaatst |
| Maria Kameneva                                                                                         | 100 m rugslag      | 59,88    | 10 Q   | 59,49          | 10             | niet geplaatst | niet geplaatst |
| Maria Kameneva                                                                                         | 50 m vrije slag    | 24,83    | 19     | niet geplaatst | niet geplaatst | niet geplaatst | niet geplaatst |
| Maria Kameneva                                                                                         | 100 m vrije slag   | 53,92    | 20     | niet geplaatst | niet geplaatst | niet geplaatst | niet geplaatst |
| Arina Surkova                                                                                          | 50 m vrije slag    | 24,52    | 9 Q    | 24,57          | 10             | niet geplaatst | niet geplaatst |
| Arina Surkova                                                                                          | 100 m vlinderslag  | 58,02    | 14 Q   | 57,72          | 14             | niet geplaatst | niet geplaatst |
| Svetlana Chimrova                                                                                      | 100 m vlinderslag  | 58,04    | 15 Q   | 57,54          | 11             | niet geplaatst | niet geplaatst |
| Svetlana Chimrova                                                                                      | 200 m vlinderslag  | 2.08,84  | 6 Q    | 2.08,62        | 7 Q            | 2.07,70        | 5              |
| Veronika Andrusenko                                                                                    | 200 m vrije slag   | 1.59,17  | 21     | niet geplaatst | niet geplaatst | niet geplaatst | niet geplaatst |
| Valeriya Salamatina                                                                                    | 200 m vrije slag   | 1.58,33  | 16 Q   | 1.58,98        | 15             | niet geplaatst | niet geplaatst |
| Anna Egorova                                                                                           | 400 m vrije slag   | 4.08,24  | 15     | n.v.t.         | n.v.t.         | niet geplaatst | niet geplaatst |
| Anna Egorova                                                                                           | 800 m vrije slag   | DNS      | DNS    | n.v.t.         | n.v.t.         | niet geplaatst | niet geplaatst |
| Anastasiya Kirpichnikova                                                                               | 400 m vrije slag   | 4.08,01  | 14     | n.v.t.         | n.v.t.         | niet geplaatst | niet geplaatst |
| Anastasiya Kirpichnikova                                                                               | 800 m vrije slag   | 8.18,77  | 5 Q    | n.v.t.         | n.v.t.         | 8.26,30        | 8              |
| Anastasiya Kirpichnikova                                                                               | 1500 m vrije slag  | 15.50,22 | 5 Q    | n.v.t.         | n.v.t.         | 16.00,38       | 7              |
| Anastasiya Kirpichnikova                                                                               | 10 km open water   | n.v.t.   | n.v.t. | n.v.t.         | n.v.t.         | 2.03.17,5      | 15             |
| Veronika Andrusenko Elizaveta Klevanovich Daria S Ustinova Arina Surkova                               | 4x100 m vrije slag | 3.38,25  | 11     | n.v.t.         | n.v.t.         | niet geplaatst | niet geplaatst |
| Veronika Andrusenko Anna Egorova Anastasia Guzhenkova Valeriya Salamatina                              | 4x200 m vrije slag | 7.52,04  | 5 Q    | n.v.t.         | n.v.t.         | 7.52,15        | 5              |
| Evgeniia Chikunova Svetlana Chimrova Anastasia Fesikova* Maria Kameneva Arina Surkova Yuliya Yefimova* | 4x100 m wisselslag | 3.57,36  | 7 Q    | n.v.t.         | n.v.t.         | 3.56,93        | 7              |

Gemengd
| atleet                                                                                          | onderdeel          | series  | series | halve finale | halve finale | finale  | finale |
| atleet                                                                                          | onderdeel          | tijd    | rang   | tijd         | rang         | tijd    | rang   |
| ----------------------------------------------------------------------------------------------- | ------------------ | ------- | ------ | ------------ | ------------ | ------- | ------ |
| Svetlana Chimrova Maria Kameneva Kirill Prigoda Evgeny Rylov Arina Surkova* Grigory Tarasevich* | 4x100 m wisselslag | 3.43,73 | 7 Q    | n.v.t.       | n.v.t.       | 3.42,45 | 7      |

* Zwom niet mee in de finale